# کالج دانشگاهی، آکسفورد
کالج دانشگاهی ، به طور رسمی استاد و اعضای کالج تالار بزرگ دانشگاه که معمولاً کالج دانشگاهی در دانشگاه آکسفورد نامیده می شود  و در زبان محاوره ای به عنوان " یونیو " نامیده می شود،  یکی از کالج های تشکیل دهنده دانشگاه است. آکسفورد در انگلستان  این مدعی است که قدیمی ترین کالج دانشگاه است که در سال 1249 توسط ویلیام دورهام تأسیس شده است. 

## افراد مرتبط با کالج

### دولت و سیاست

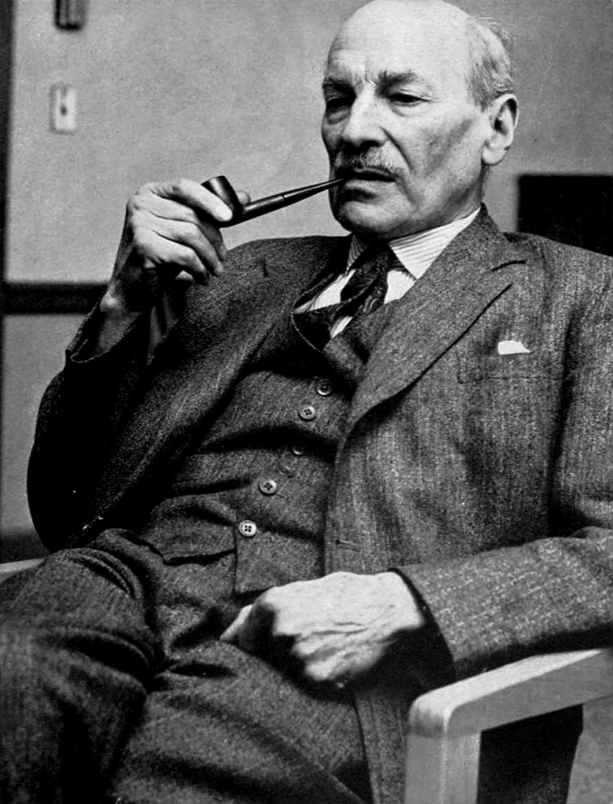
کلمنت آتلی ، نخست وزیر سابق بریتانیا
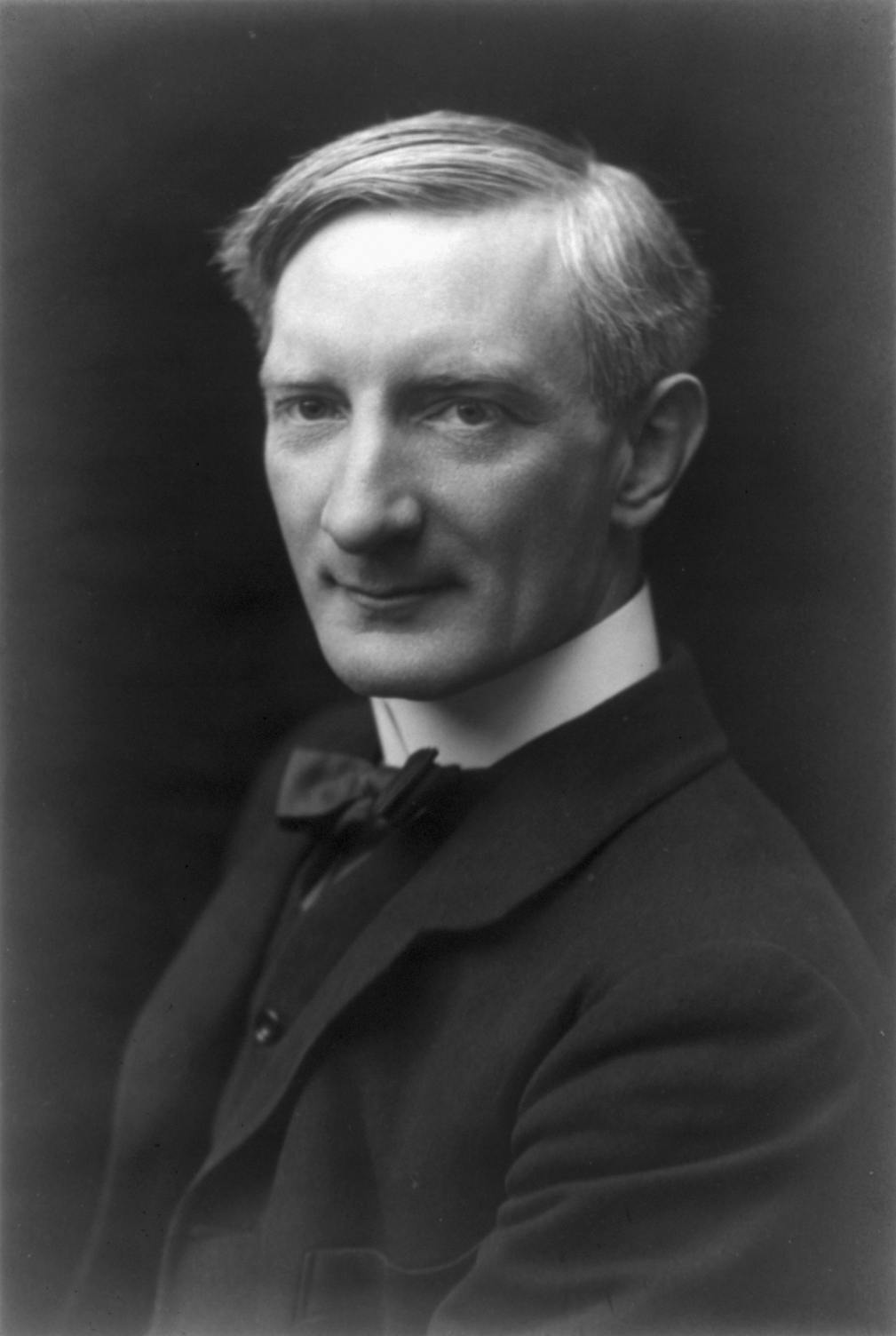
ویلیام بیوریج ، اقتصاددان
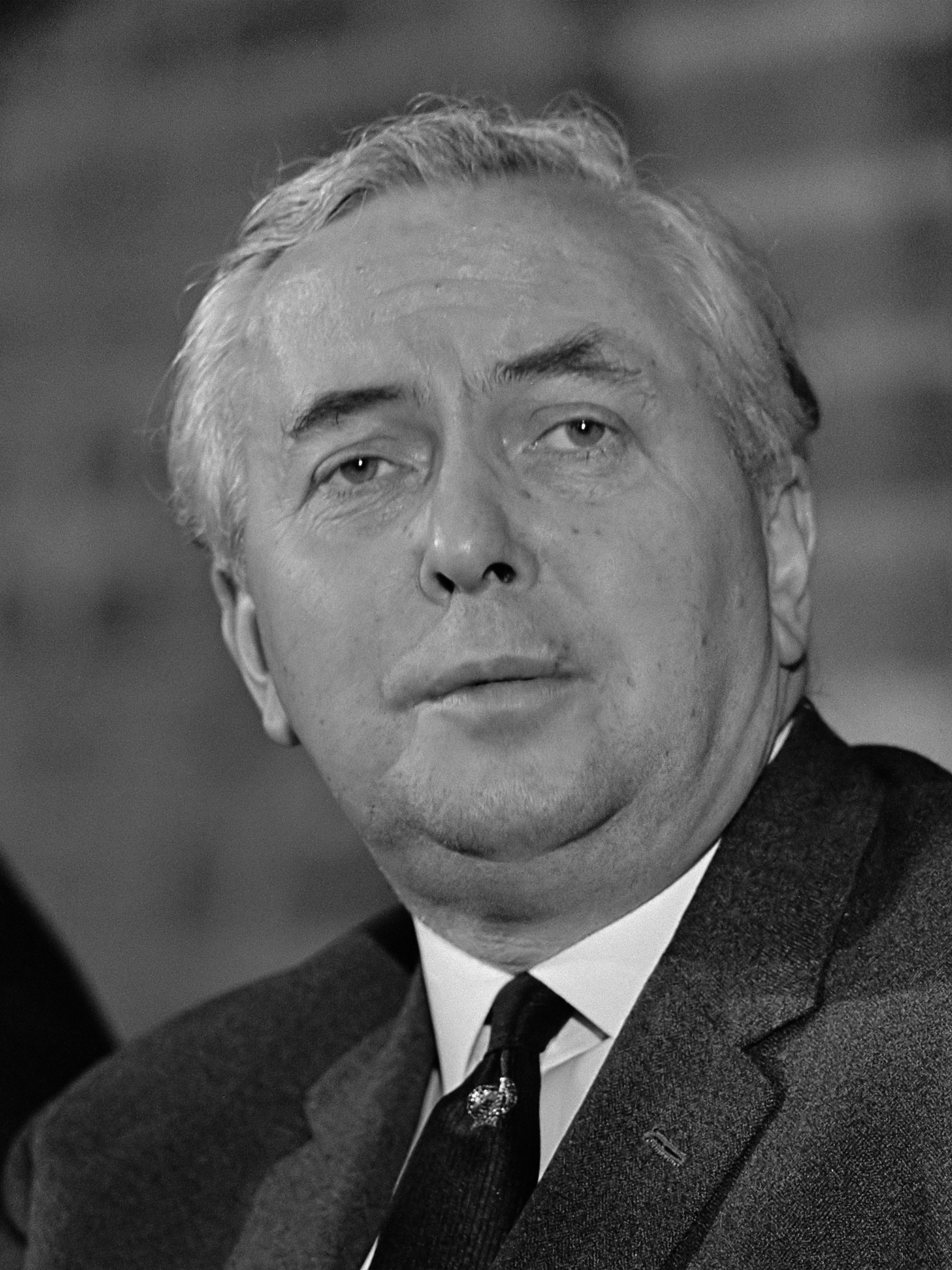
هارولد ویلسون ، نخست وزیر سابق بریتانیا
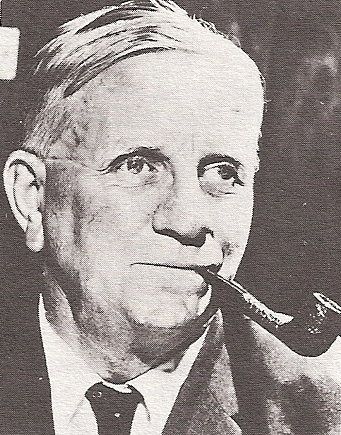
ادگار وایتهد ، نخست وزیر سابق رودزیای جنوبی
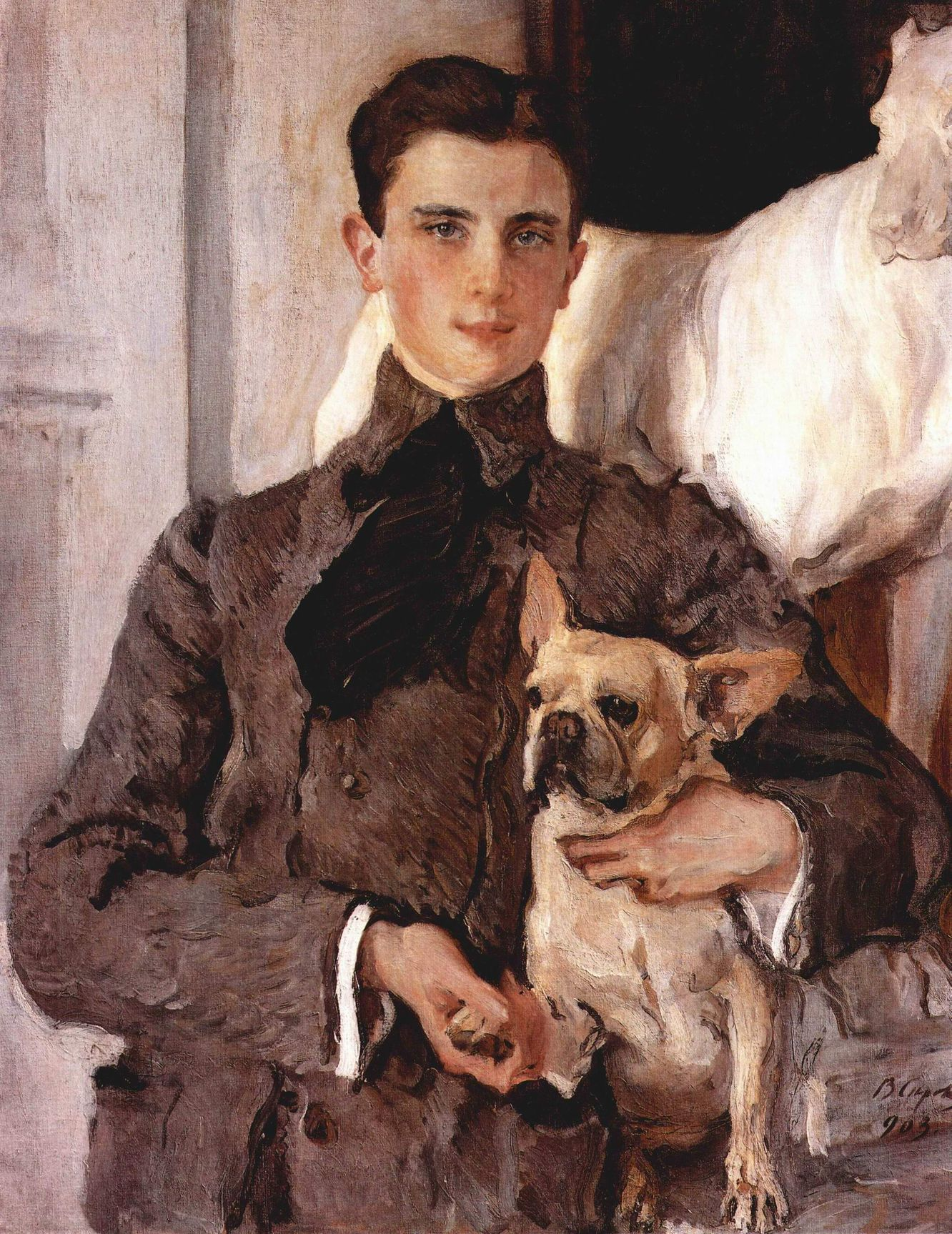
فلیکس یوسوپوف ، اشراف زاده روسی
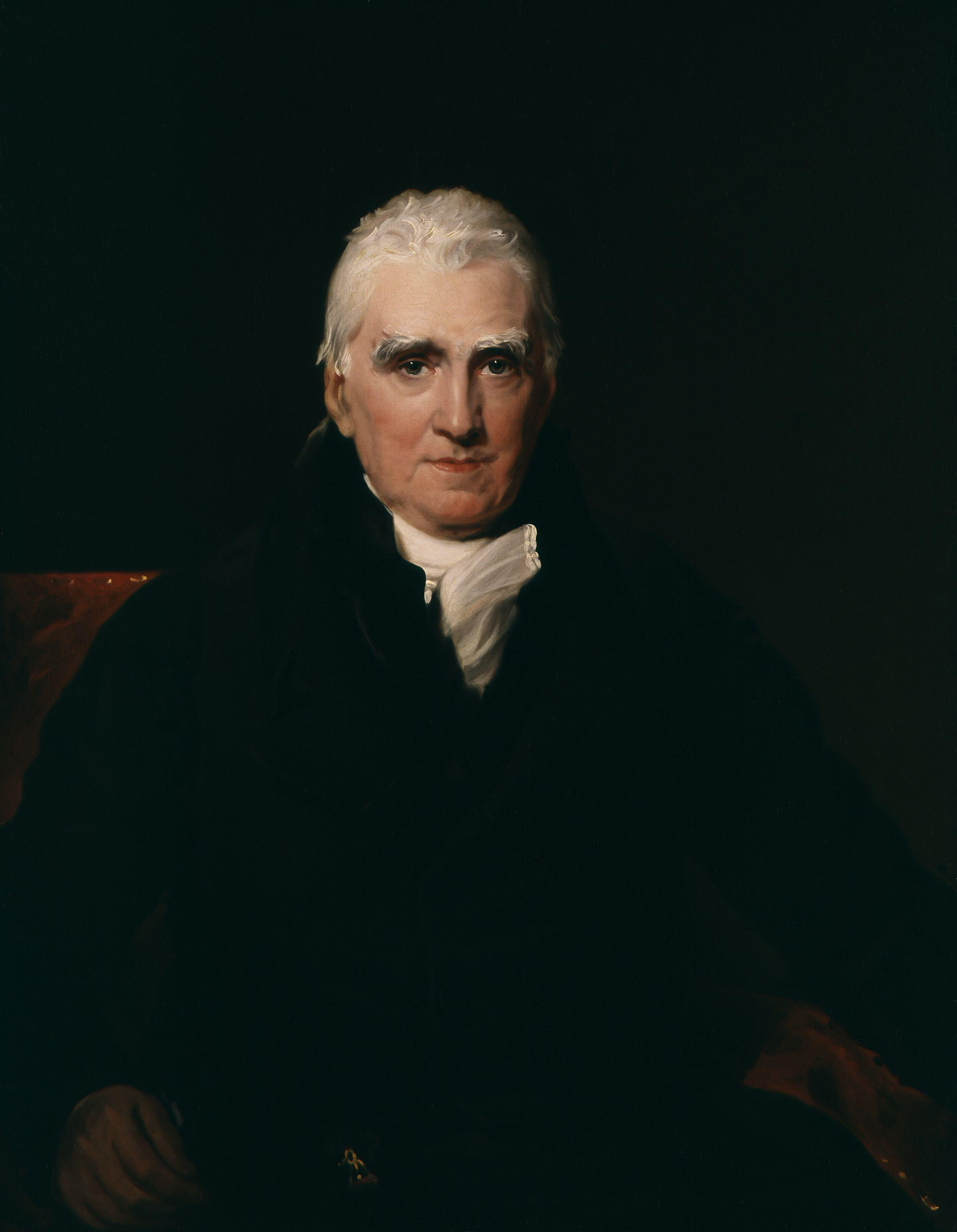
جان اسکات، ارل اول الدون ، صدراعظم سابق
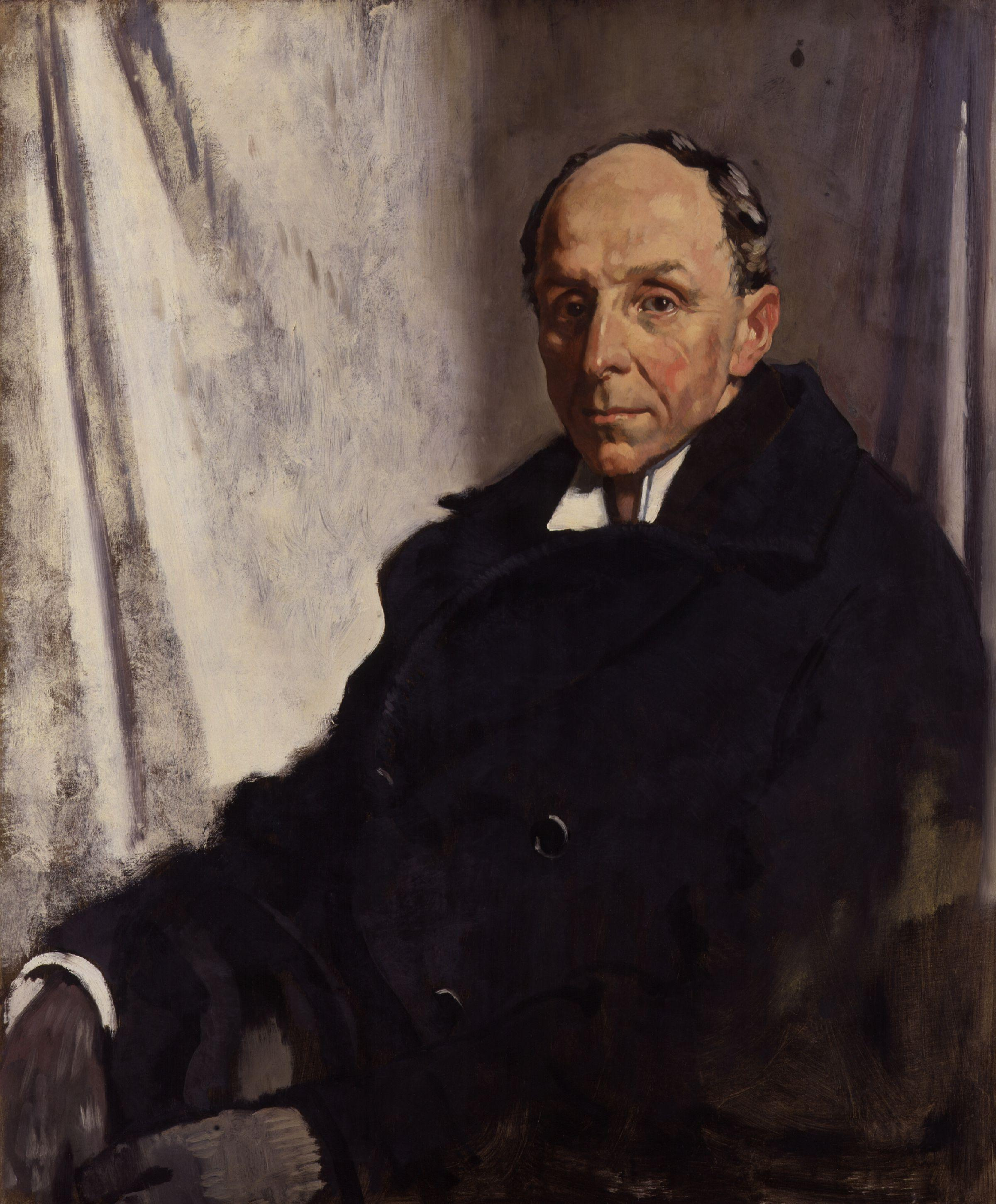
ویسکونت سیسیل از چلوود ، سیاستمدار و دریافت کننده جایزه صلح نوبل
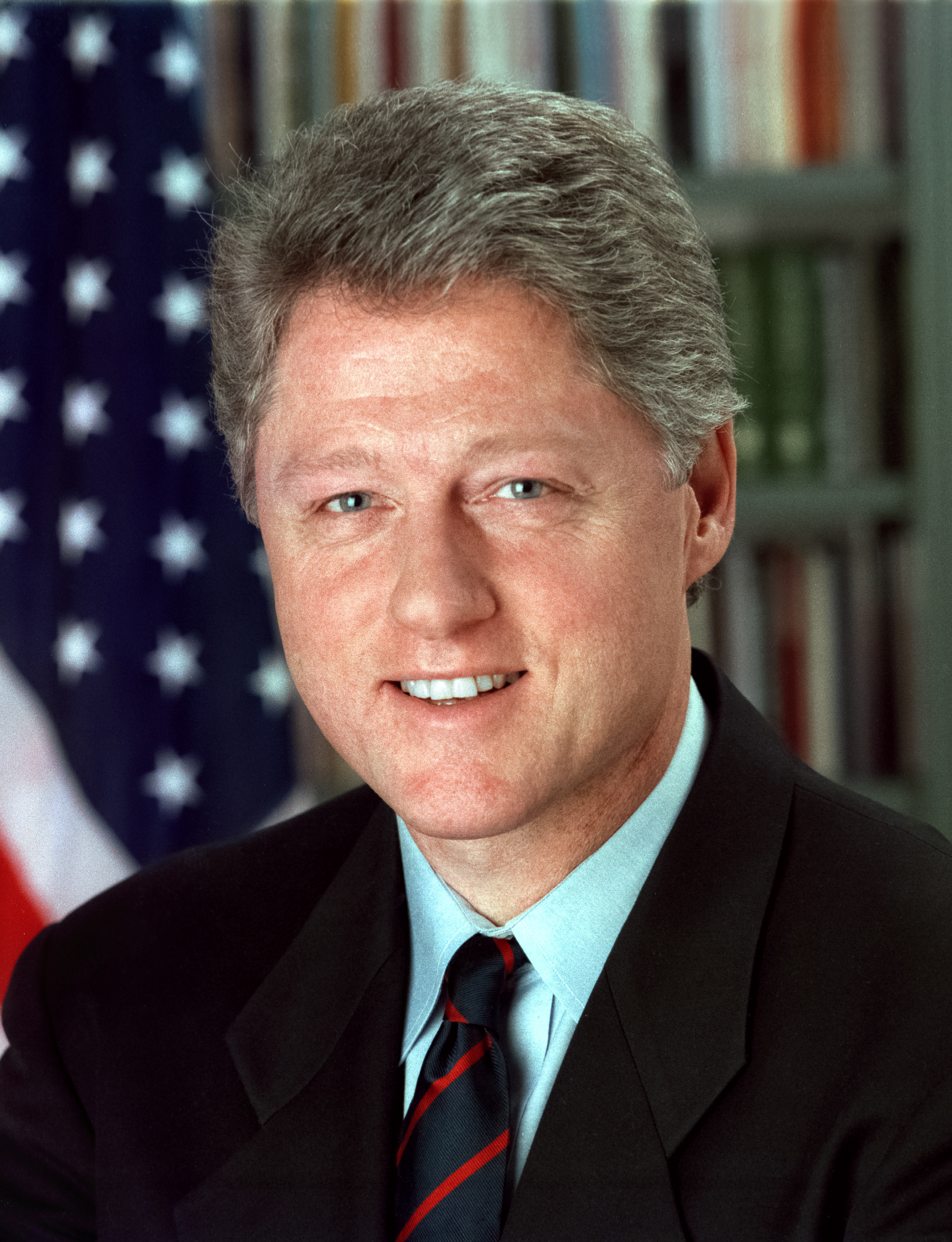
بیل کلینتون ، رئیس جمهور سابق ایالات متحده آمریکا (فارغ التحصیل نشد)
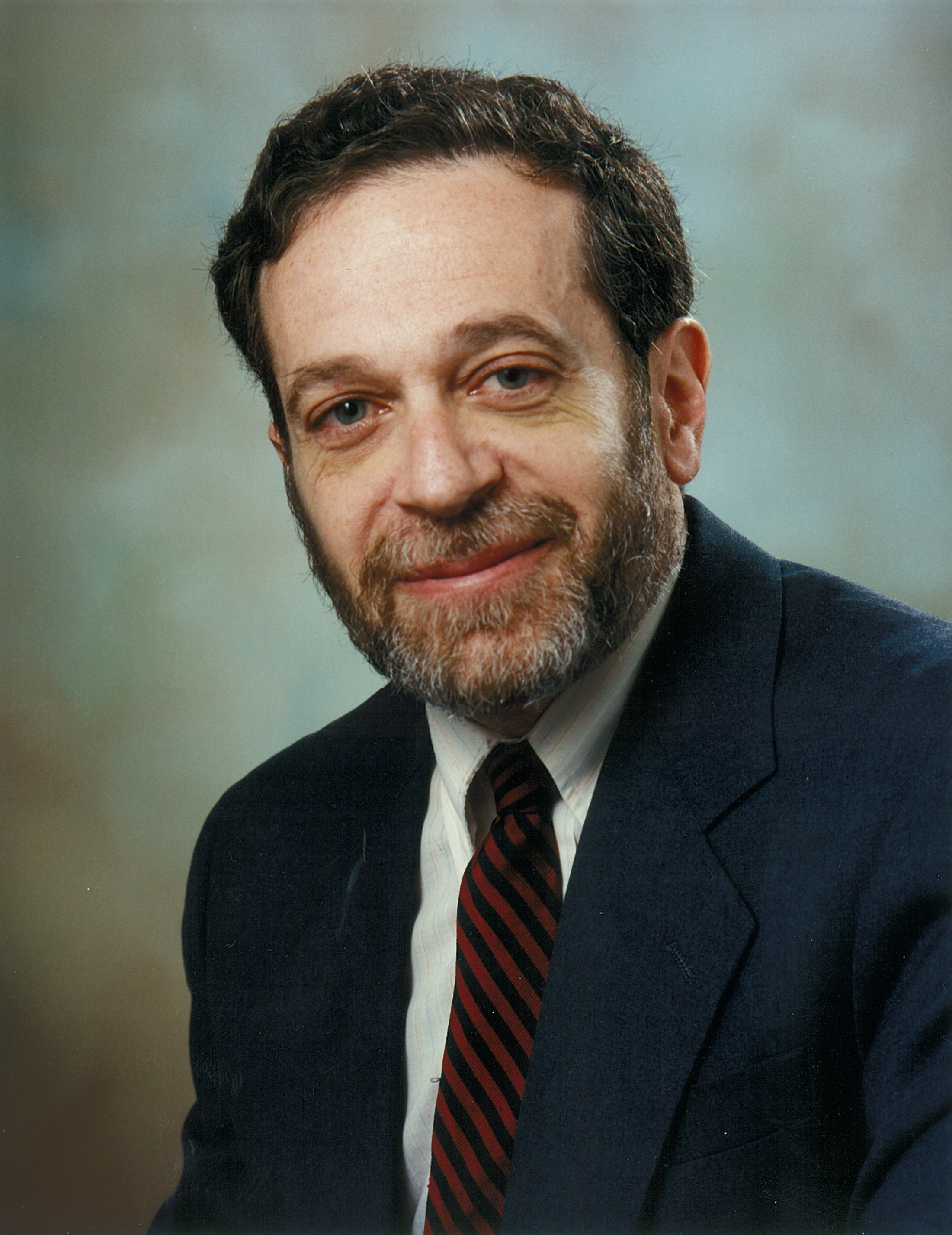
رابرت رایش ، مشاور اقتصادی، وزیر سابق کار ایالات متحده ، و نویسنده
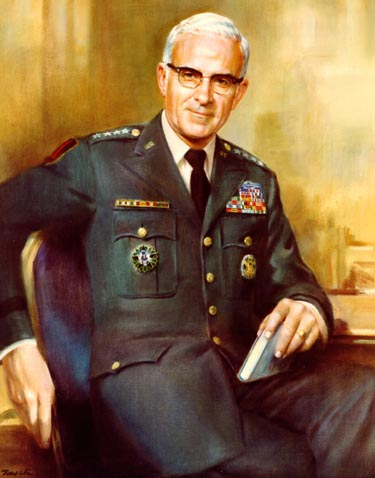
برنارد دبلیو راجرز ، رئیس سابق ستاد ارتش ایالات متحده
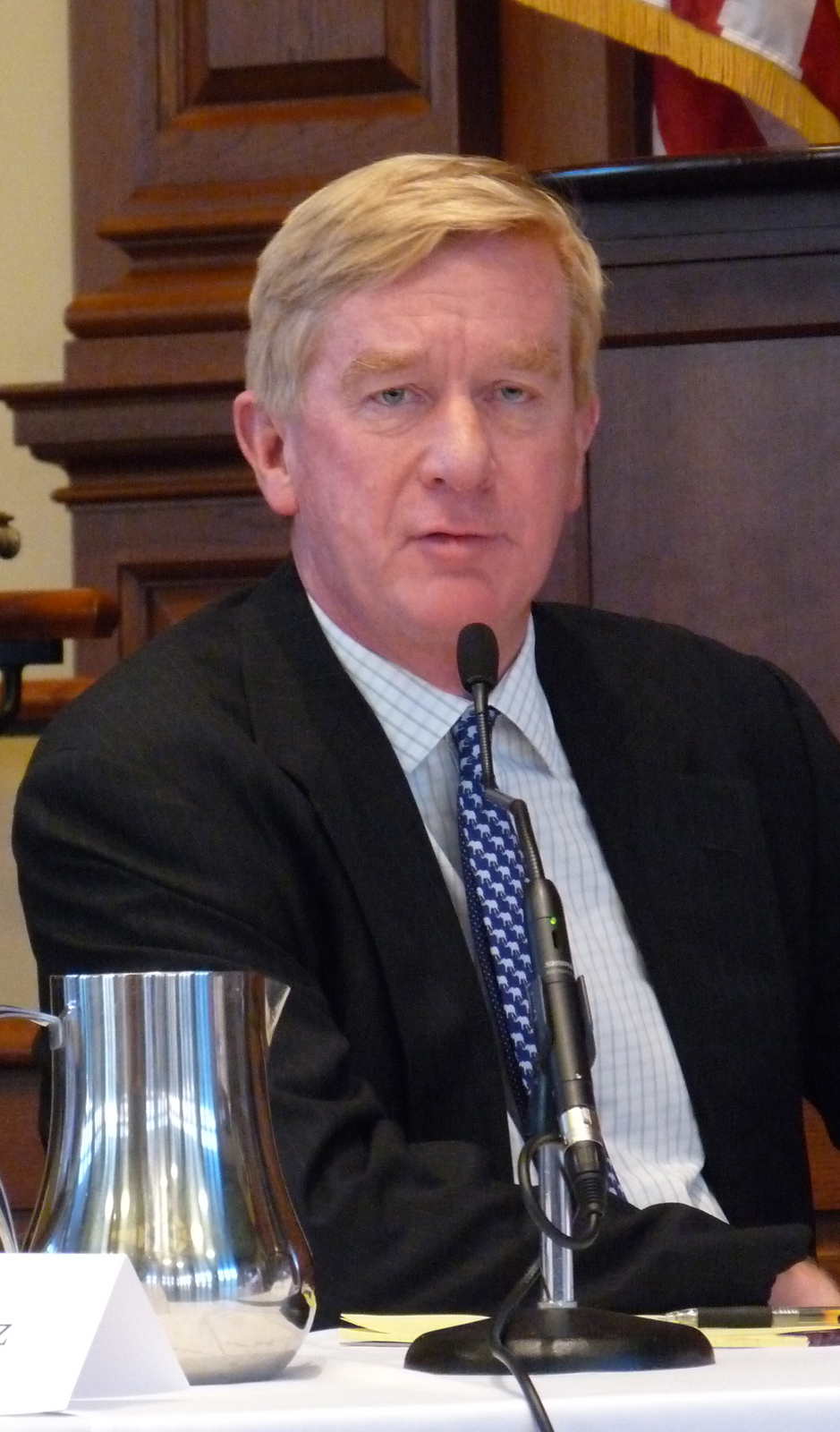
ویلیام ولد ، فرماندار سابق ماساچوست و نامزد ریاست جمهوری آمریکا
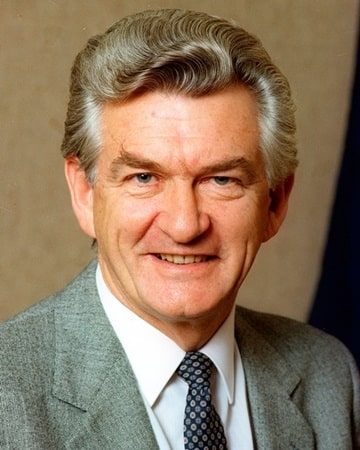
باب هاوک ، نخست وزیر سابق استرالیا
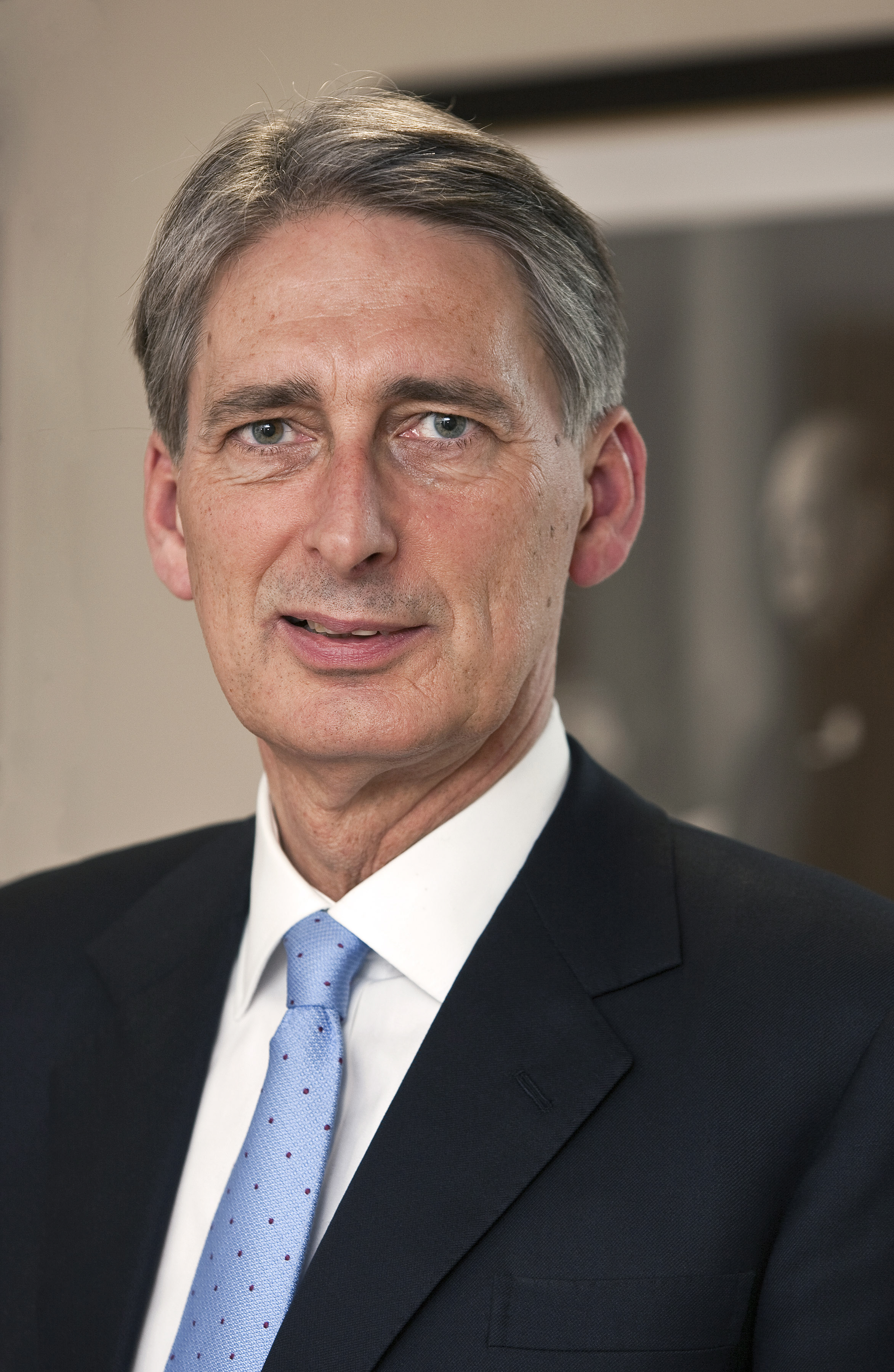
فیلیپ هاموند ، وزیر دارایی سابق
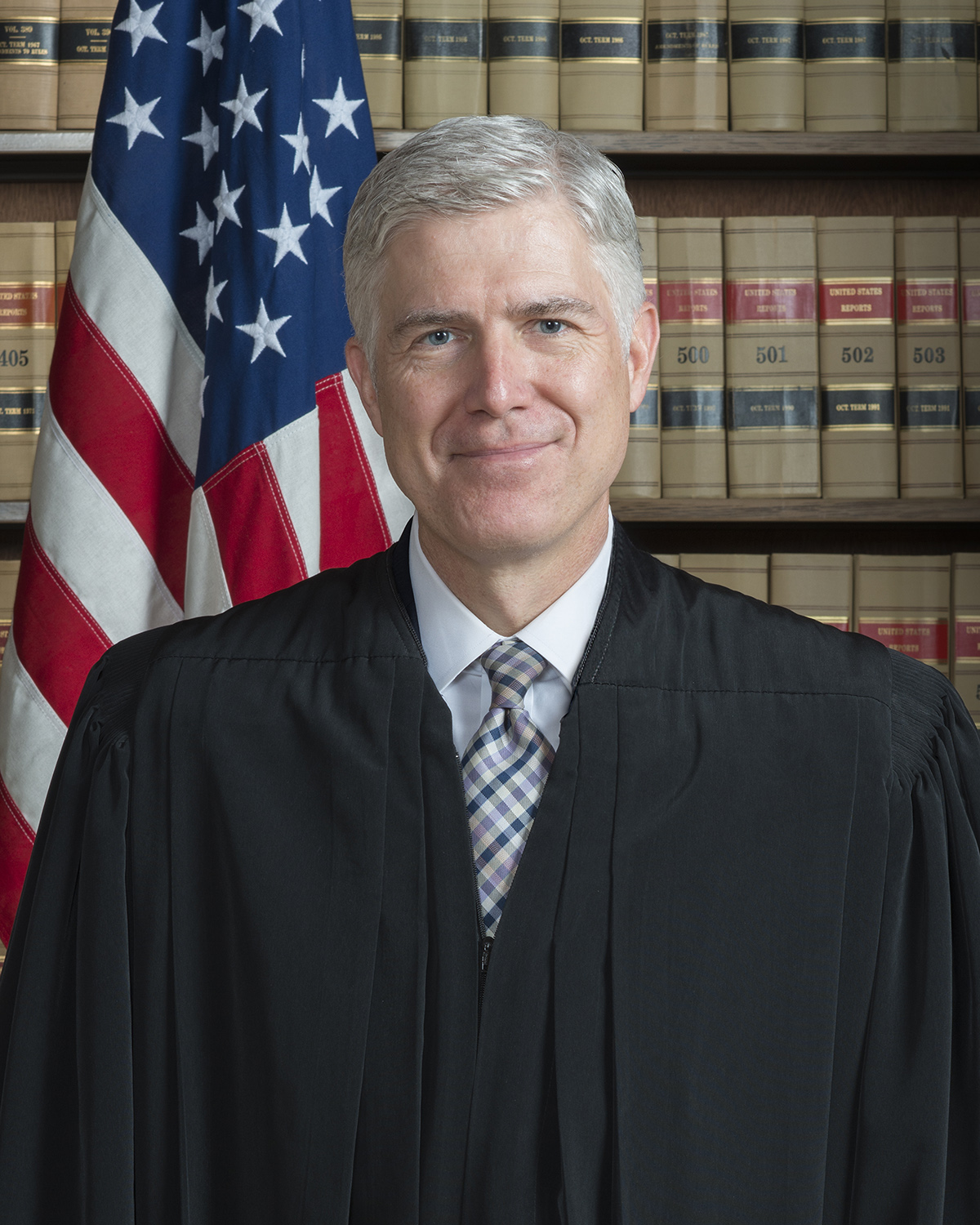
نیل گورسوش ، دستیار قاضی دیوان عالی ایالات متحده
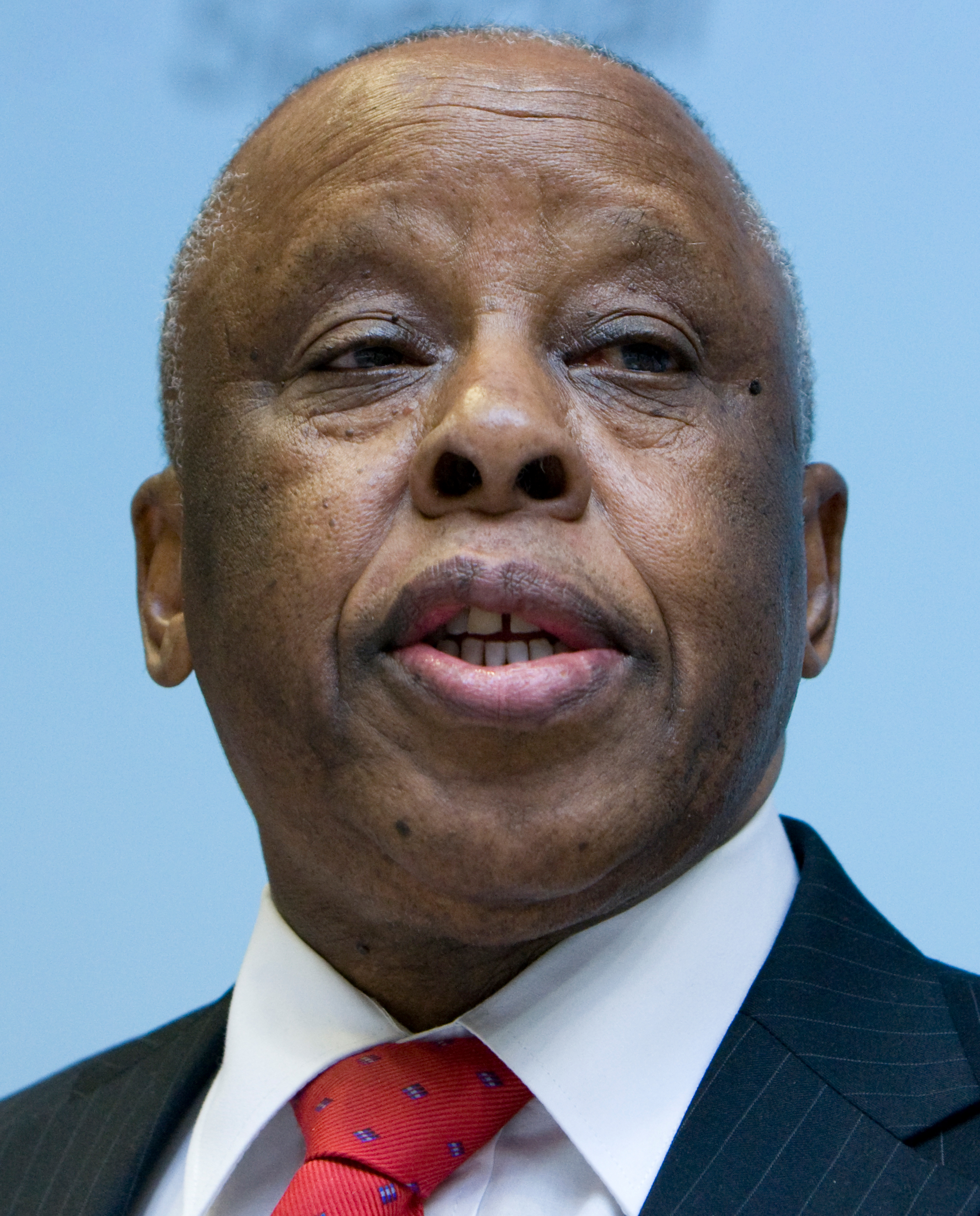
فستوس موگا ، سومین رئیس جمهور بوتسوانا
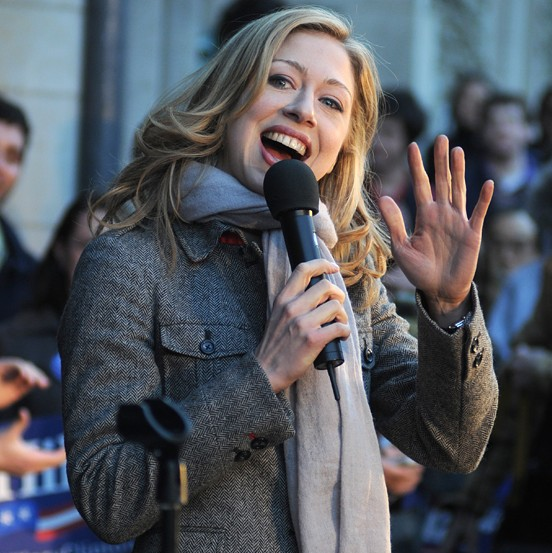
چلسی کلینتون ، رهبر بنیاد کلینتون و ابتکار جهانی کلینتون ، دختر بیل و هیلاری کلینتون

### ادبیات و هنر

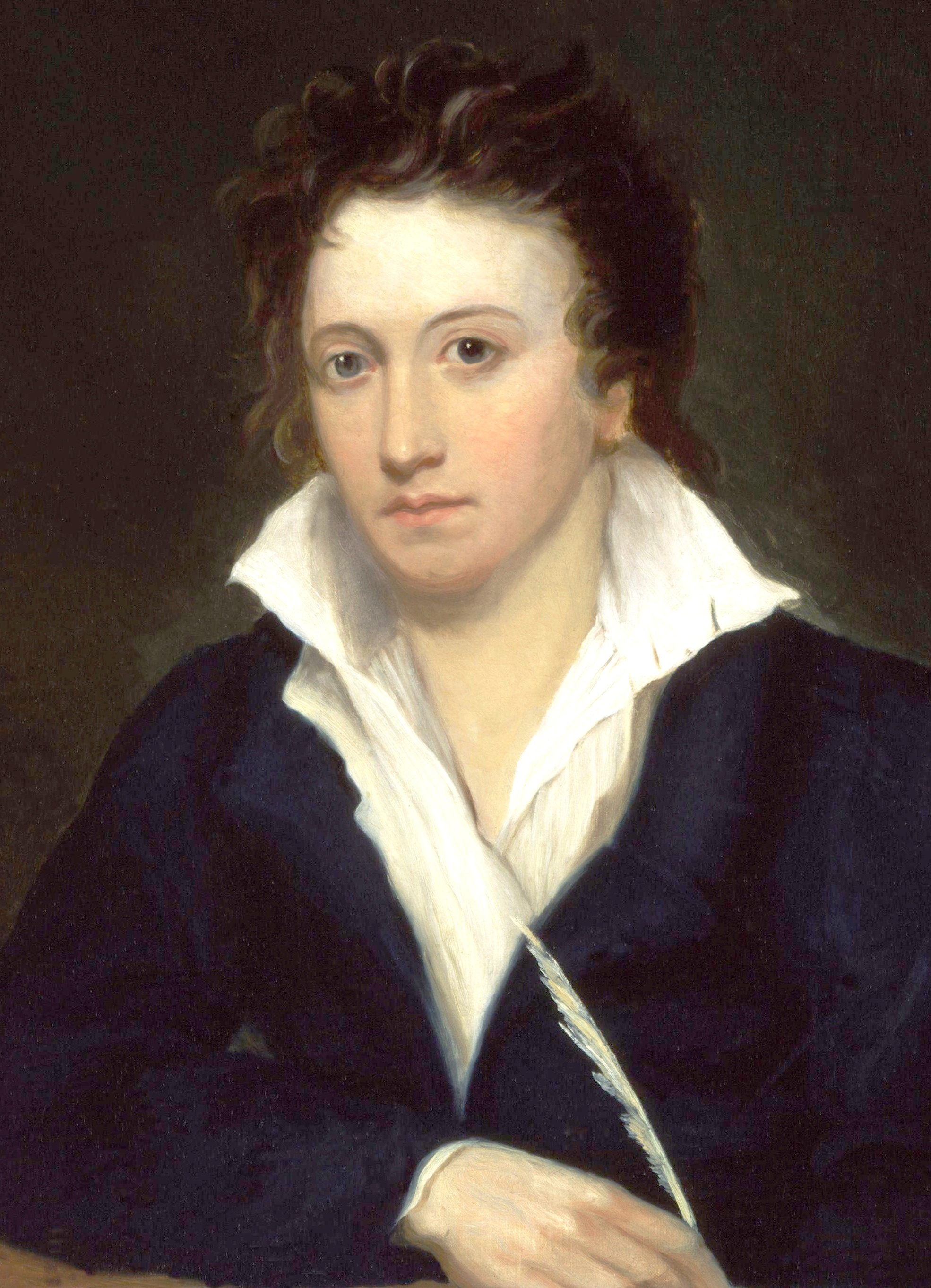
پرسی بیش شلی ، شاعر رمانتیک
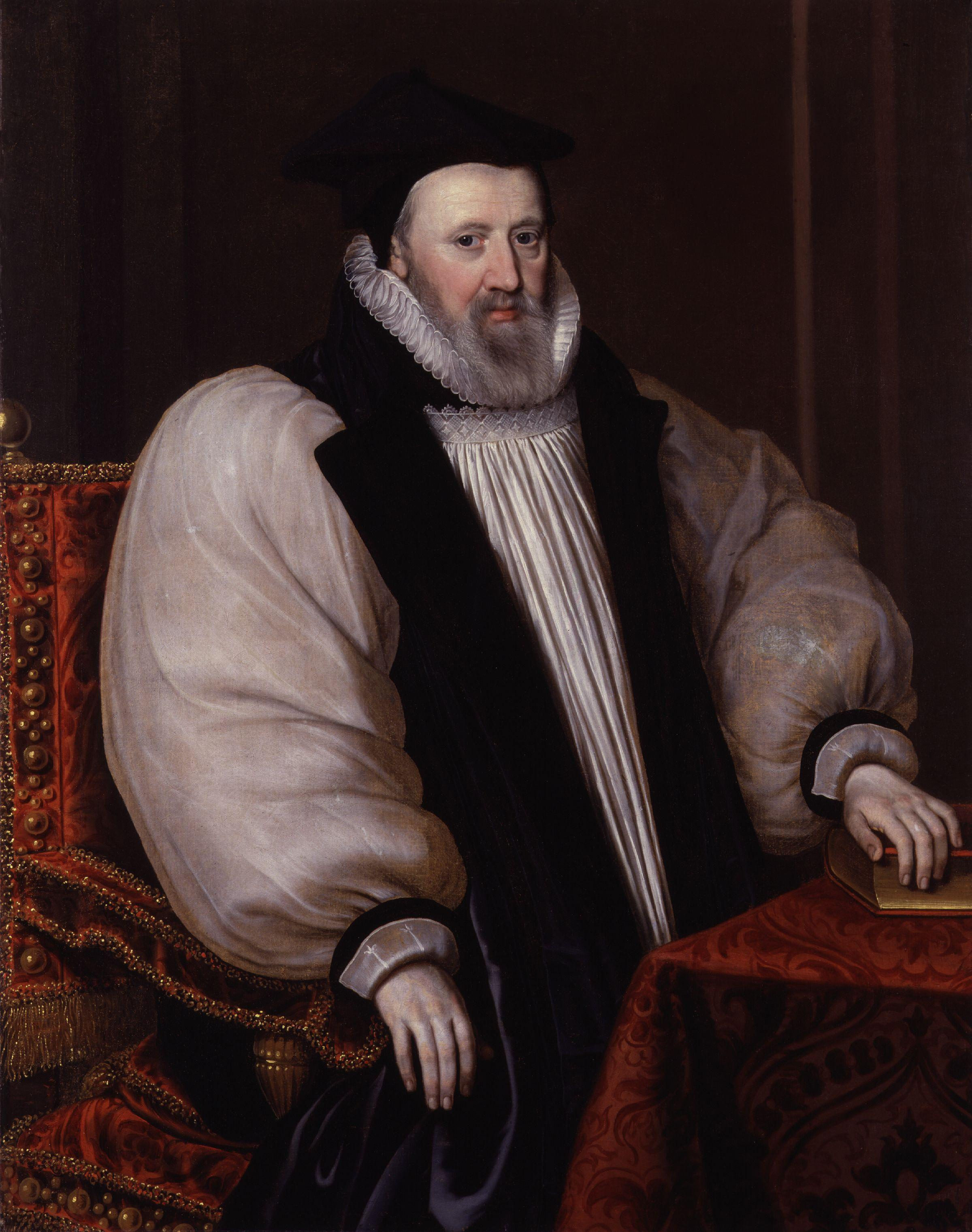
جورج ابوت ، اسقف اعظم سابق کانتربری
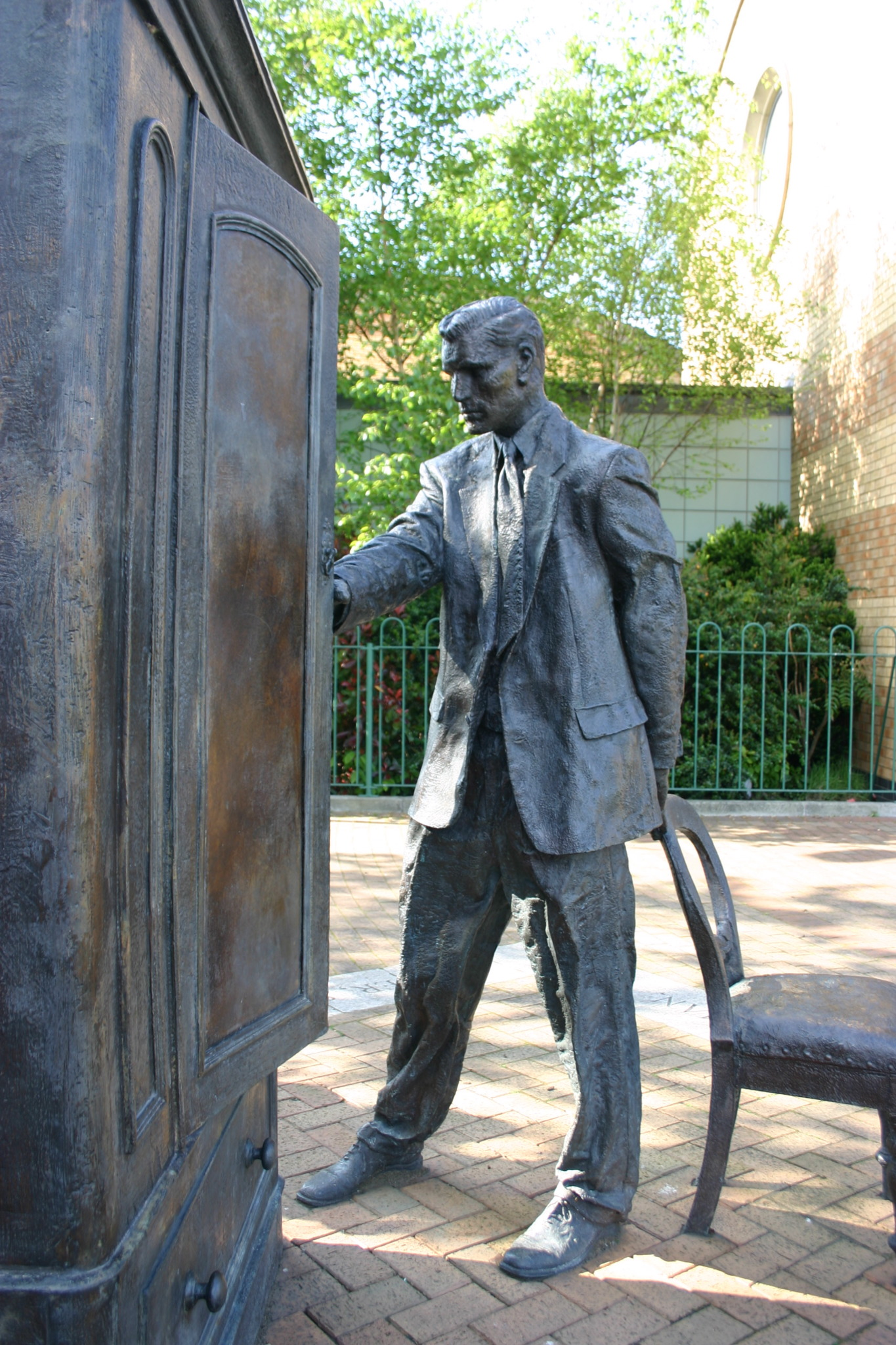
سی اس لوئیس ، نویسنده تواریخ نارنیا
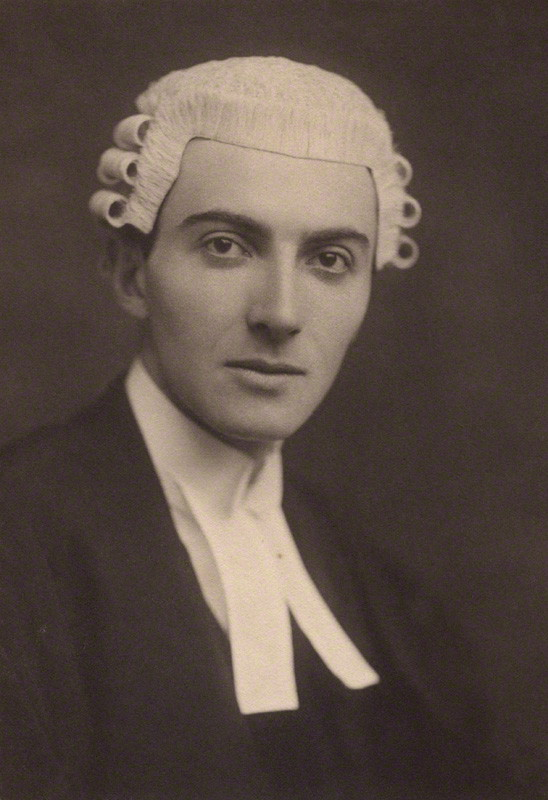
سیسیل ویلیام مرسر ، رمان نویس
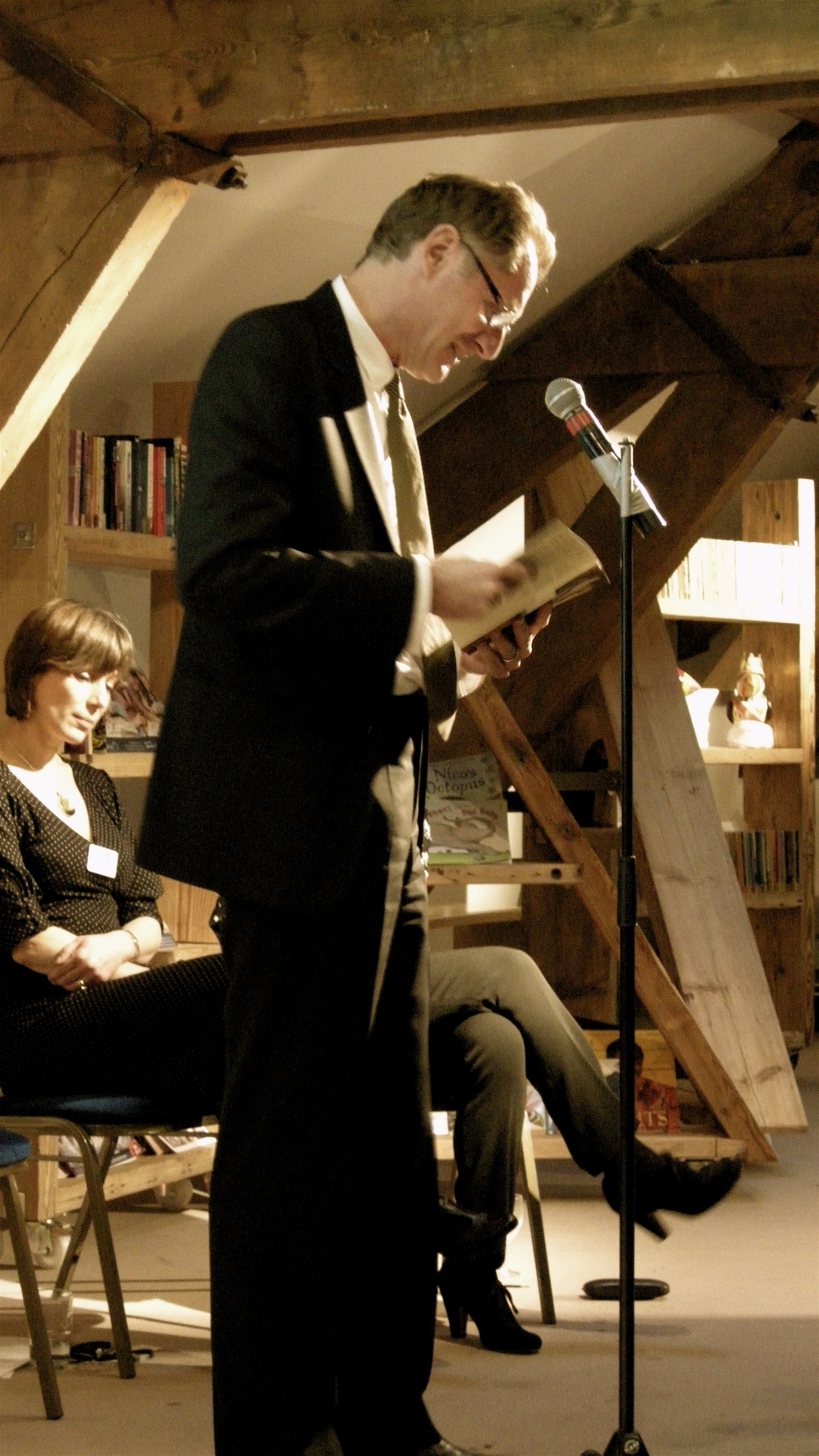
اندرو موشن ، شاعر سابق برنده جایزه بریتانیا
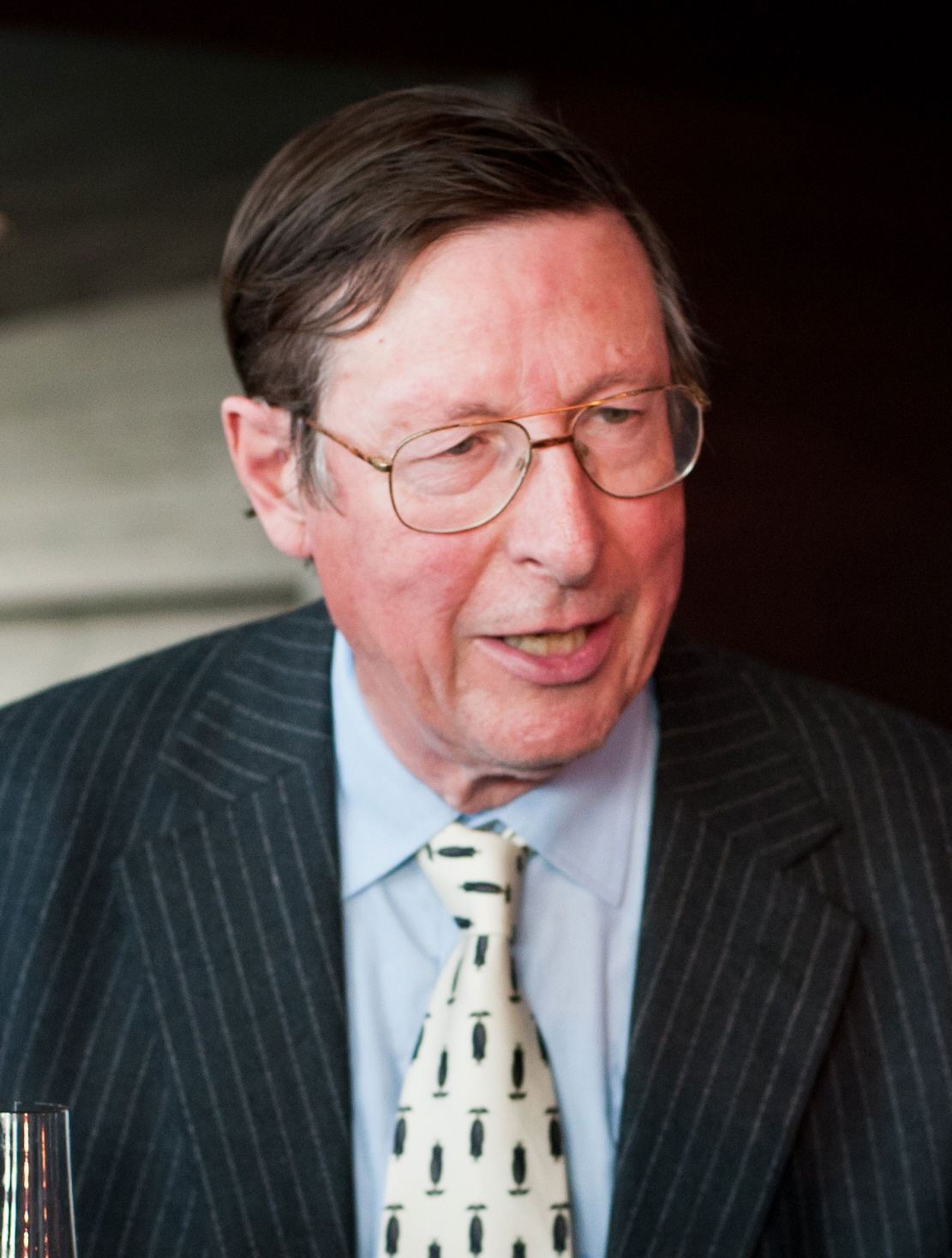
مکس هستینگز ، مورخ و روزنامه نگار
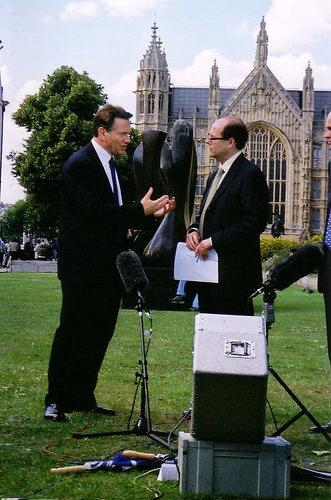
نیک رابینسون ، روزنامه نگار

### علم و نوآوری

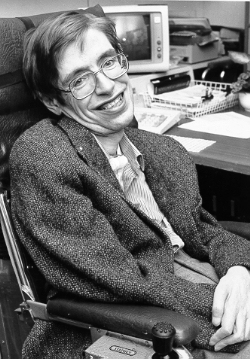
استیون هاوکینگ ، فیزیکدان نظری و کیهان شناس
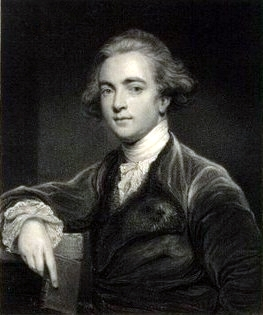
ویلیام جونز ، فیلولوژیست
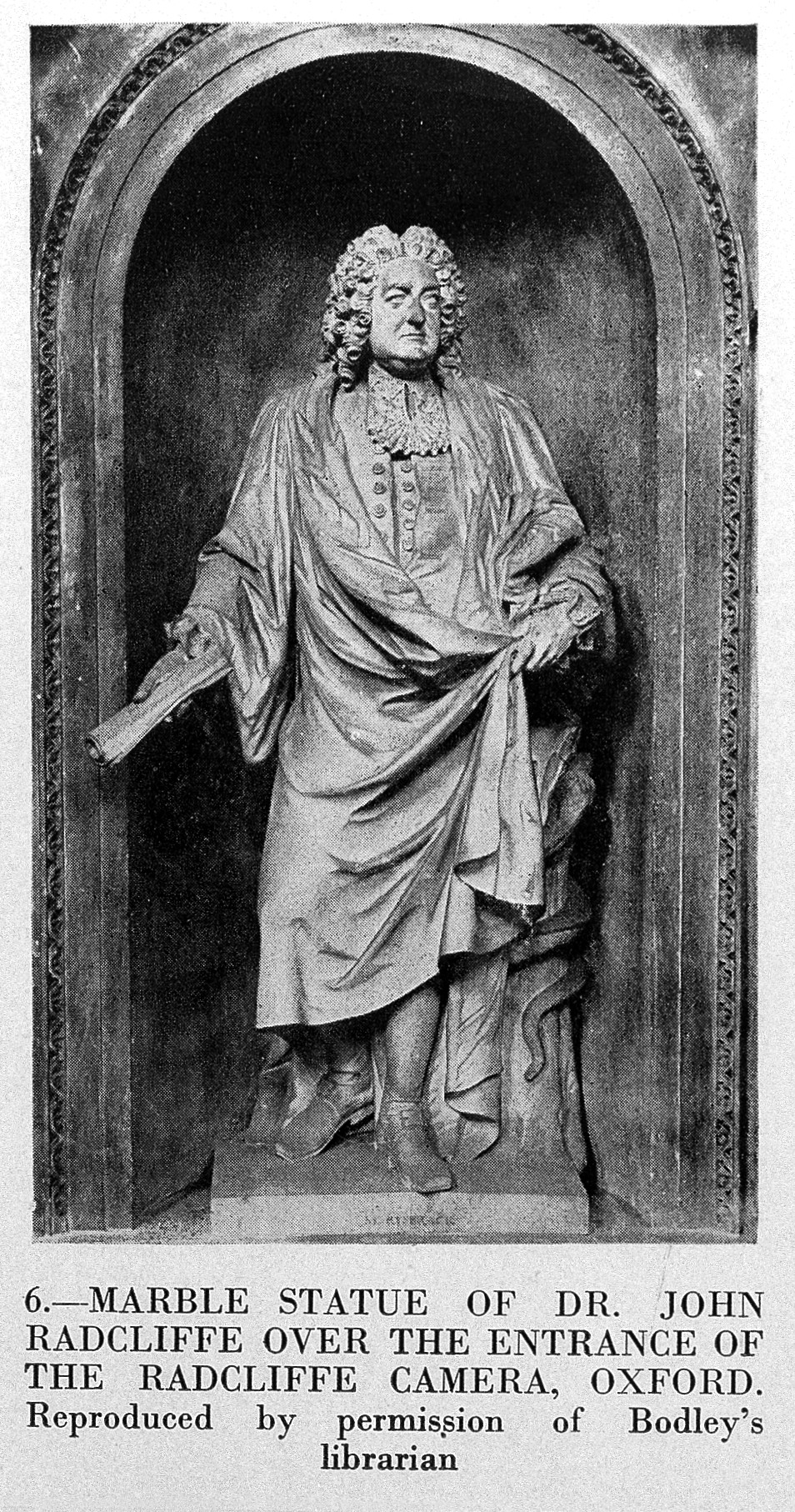
جان رادکلیف ، پزشک و دانشگاهی
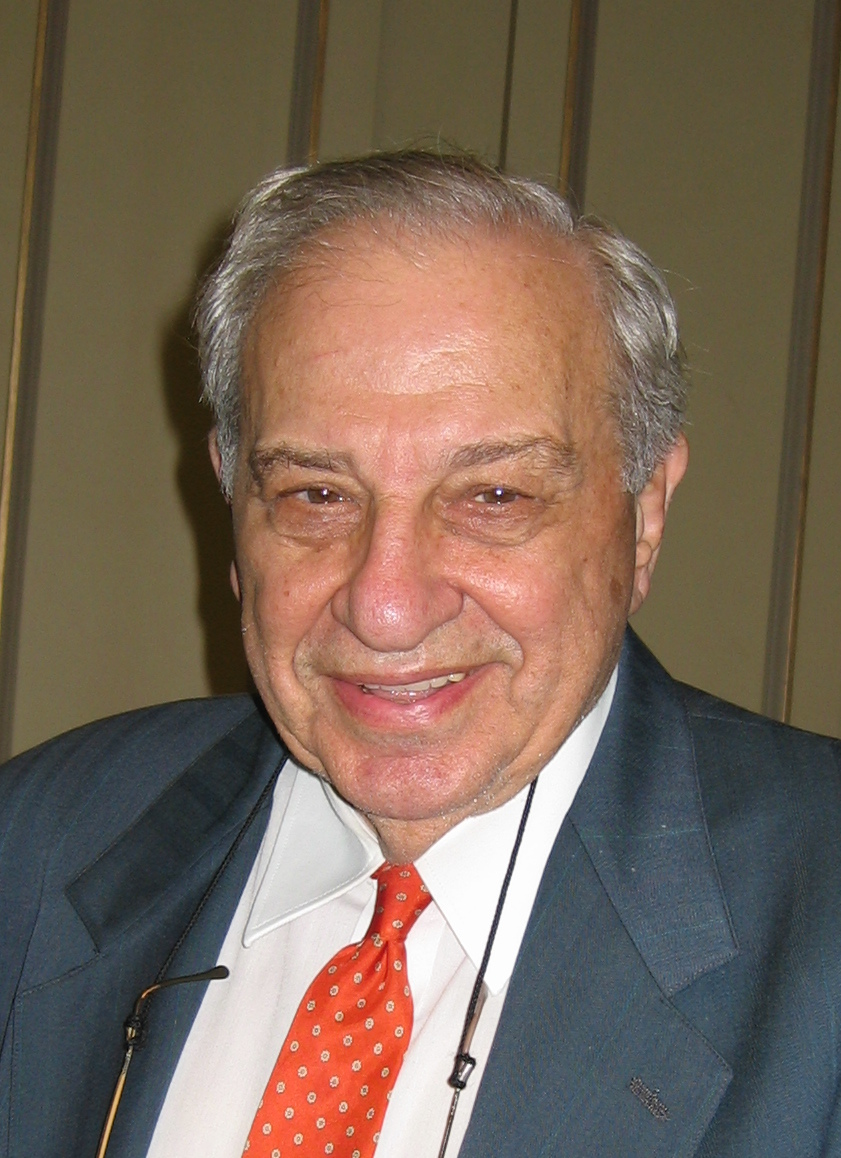
رودلف A. مارکوس ، شیمیدان برنده جایزه نوبل

## گالری

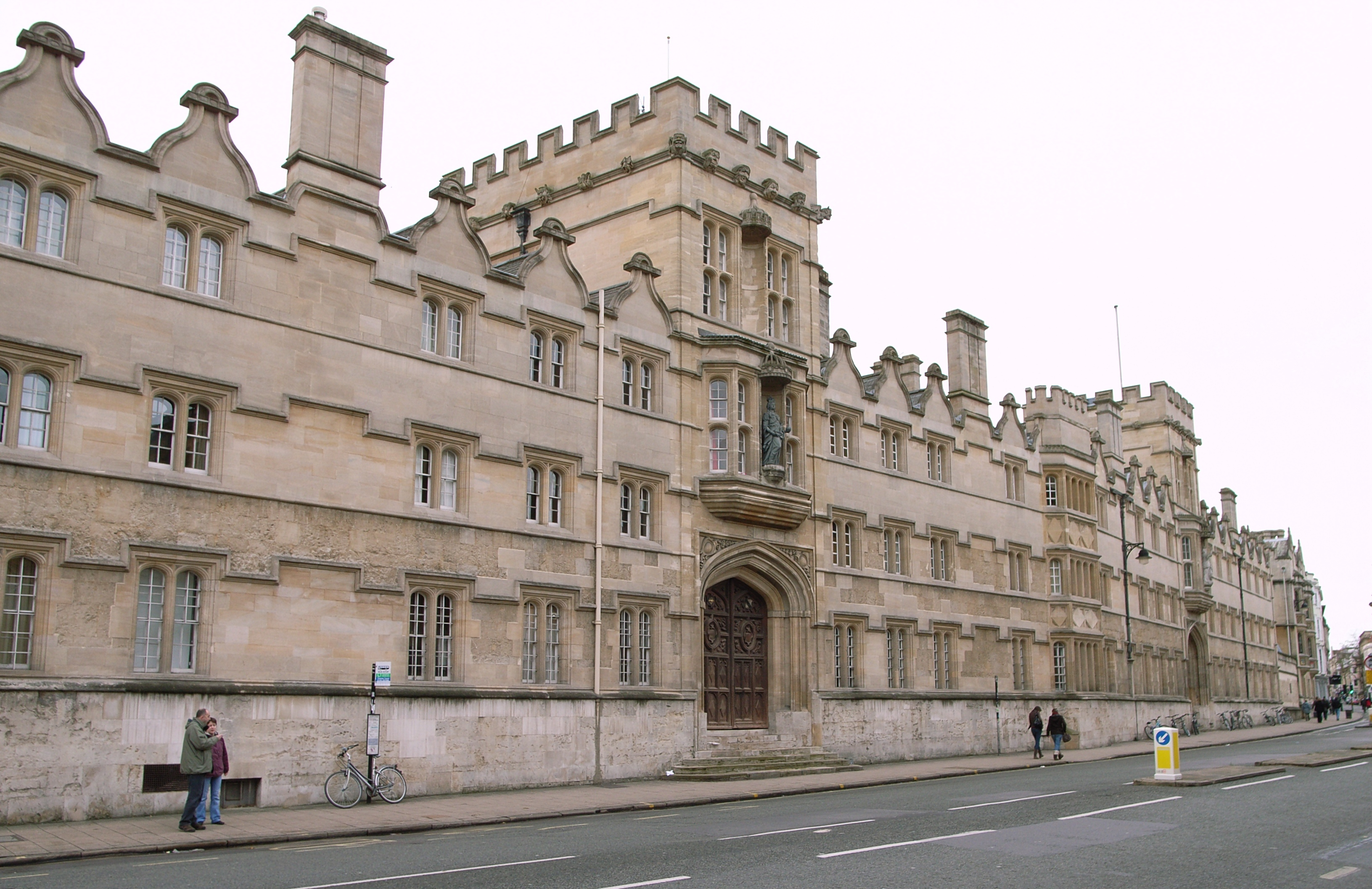
کالج دانشگاه، در ضلع جنوبی High Street .
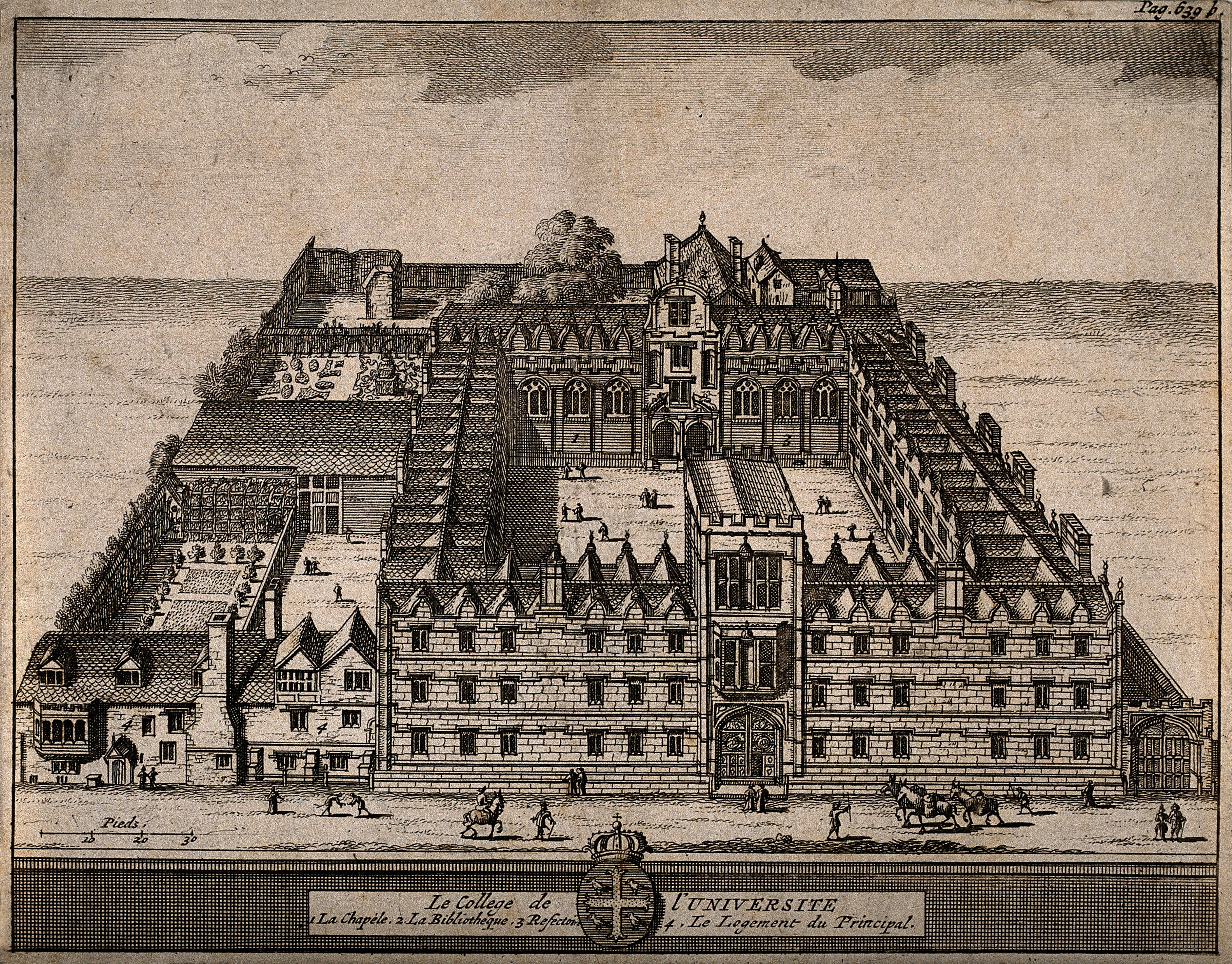
کالج دانشگاهی، آکسفورد: نمای هوایی با کلید و مقیاس.
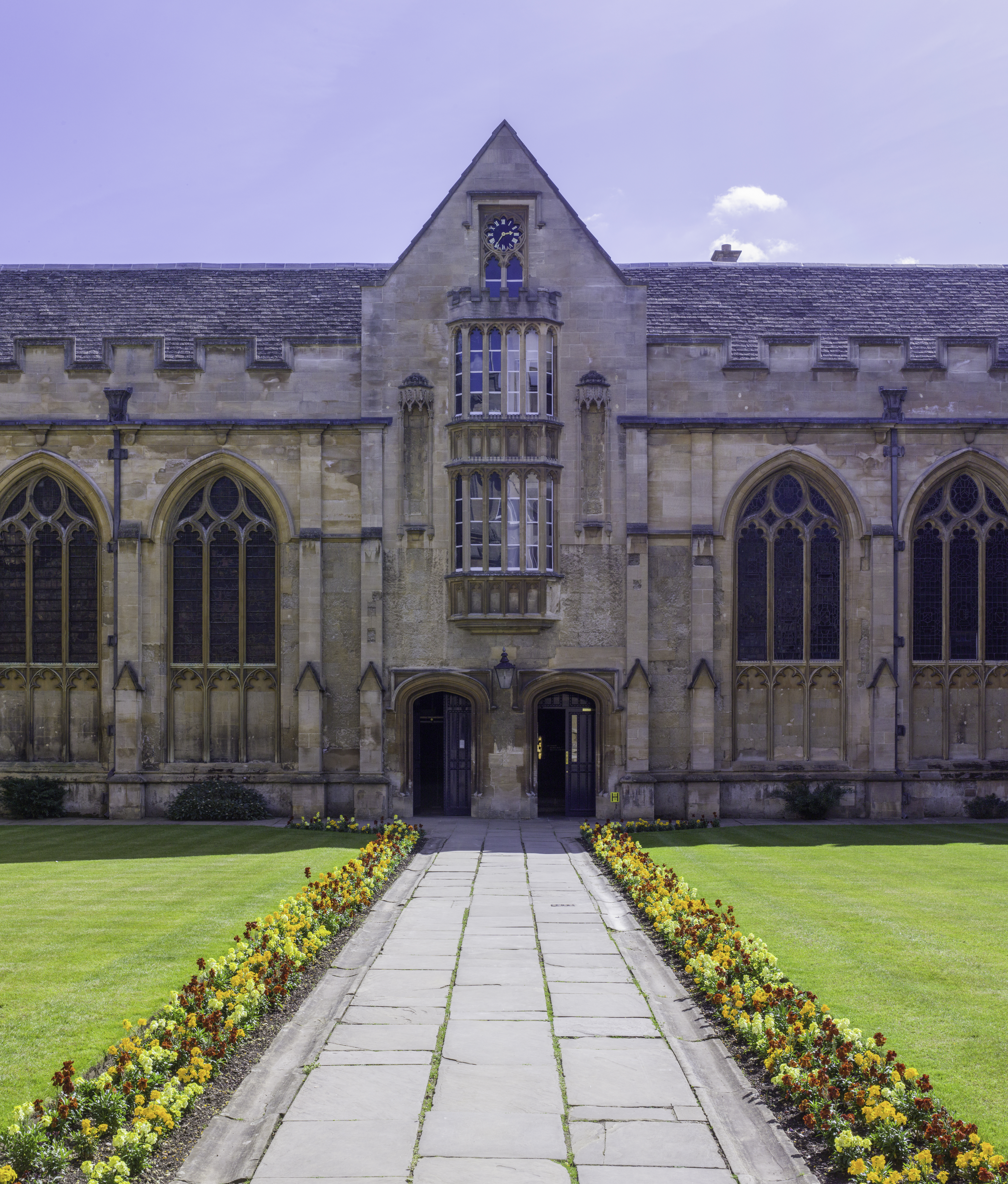
چهارگوش اصلی کالج
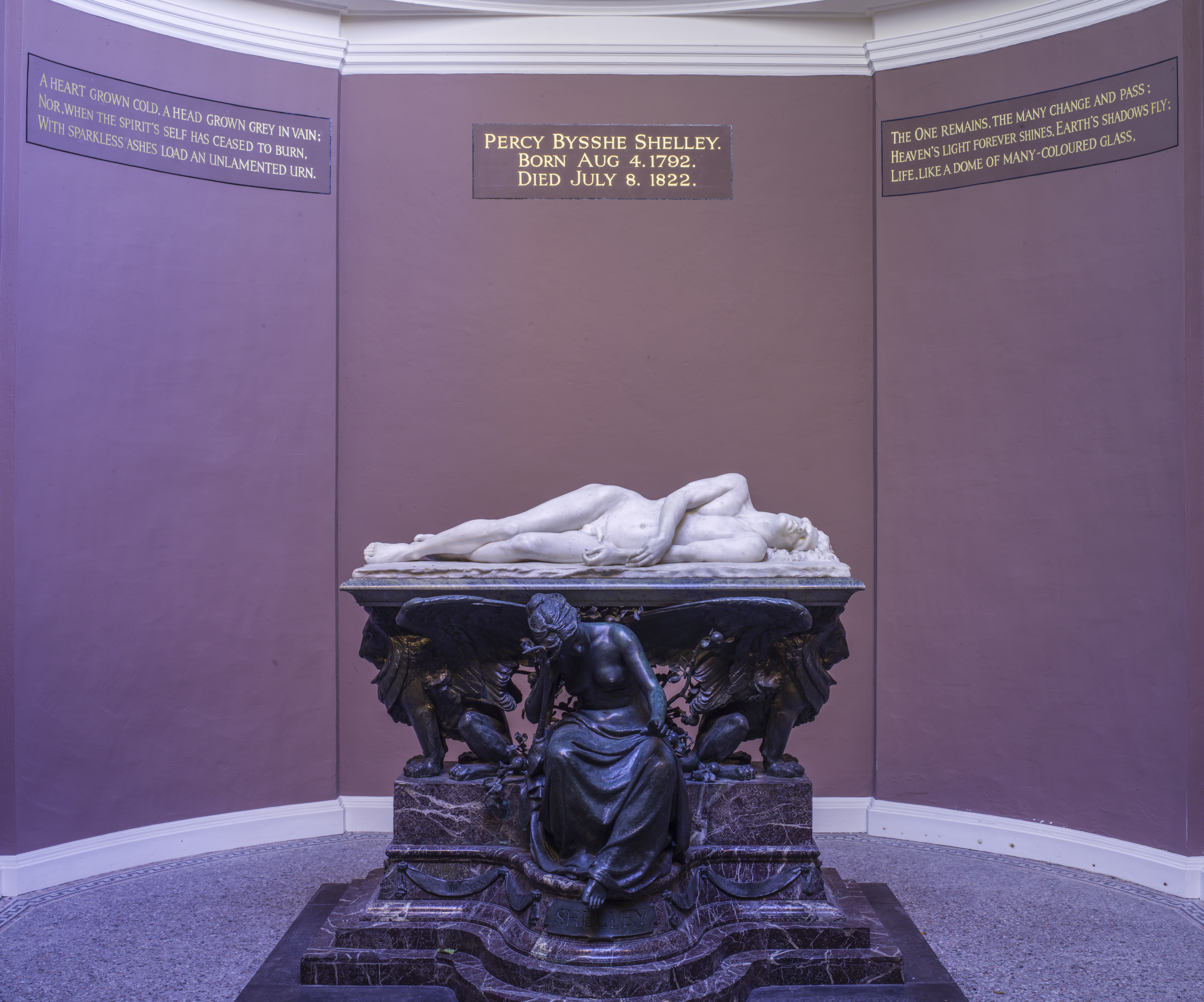
یادبود شلی در دانشگاه کالج، آکسفورد.
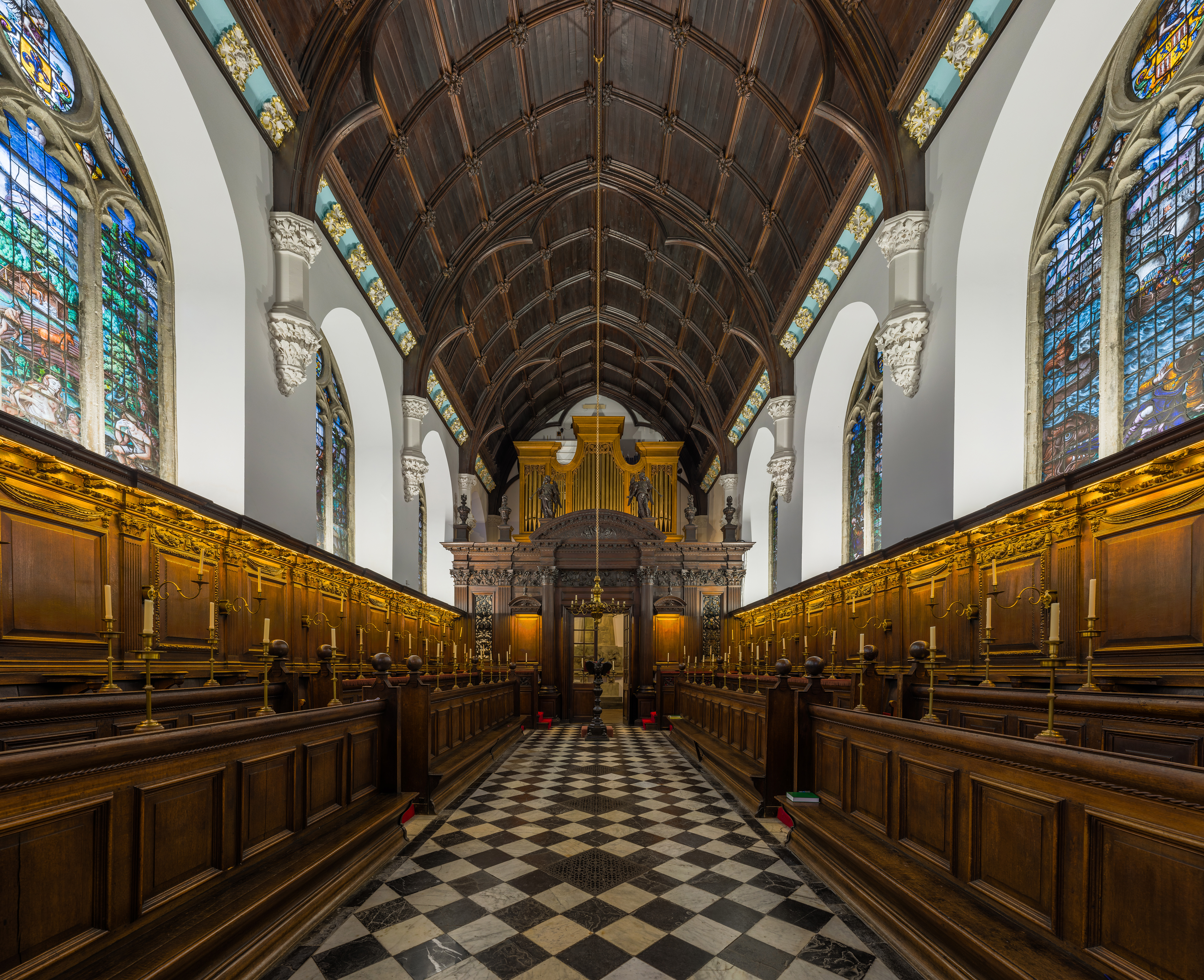
فضای داخلی کلیسای کالج دانشگاه، آکسفورد.
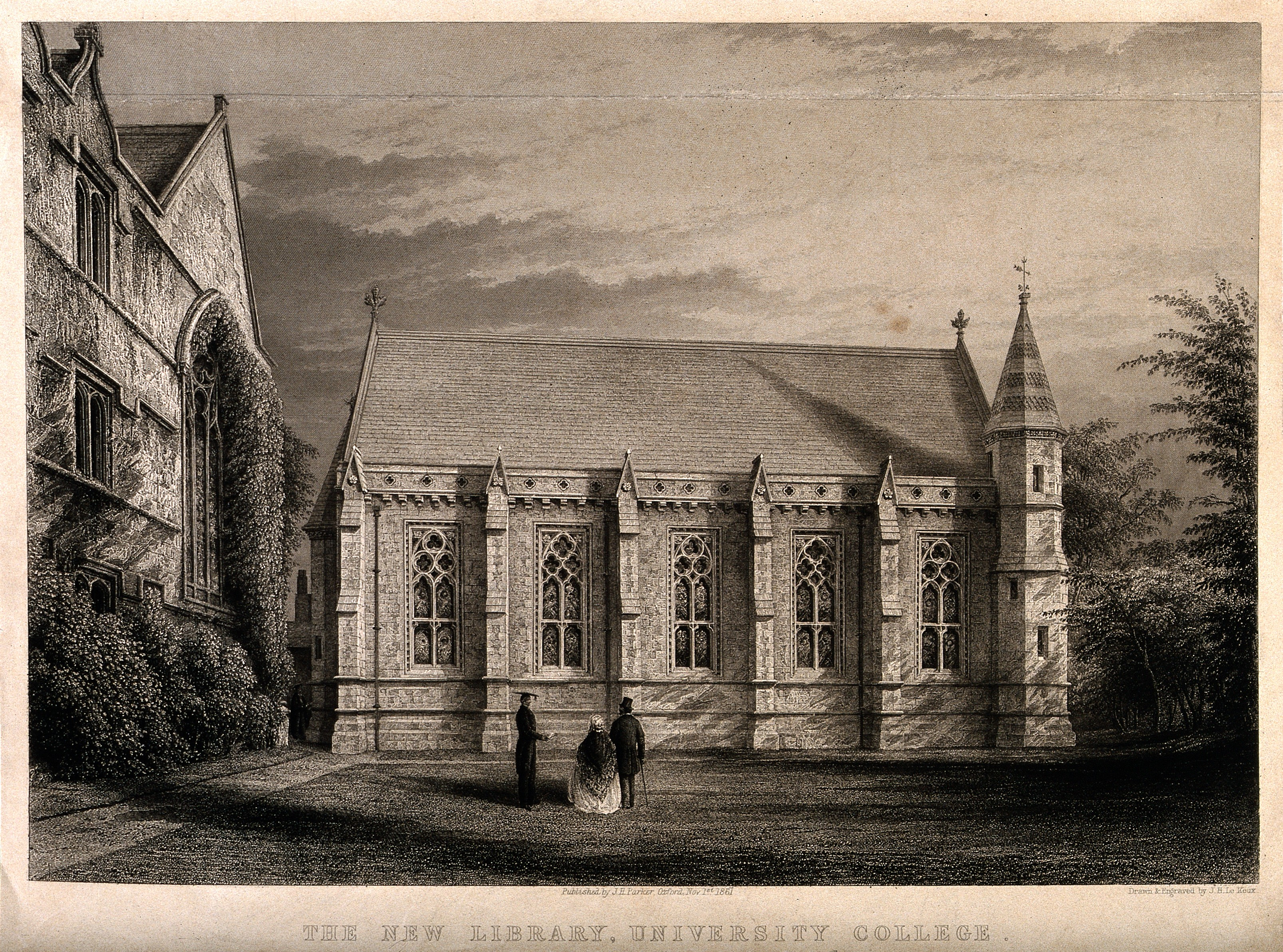
کالج دانشگاهی، آکسفورد: کتابخانه. حکاکی خط توسط JH Le Keux ، 1861، پس از خودش.
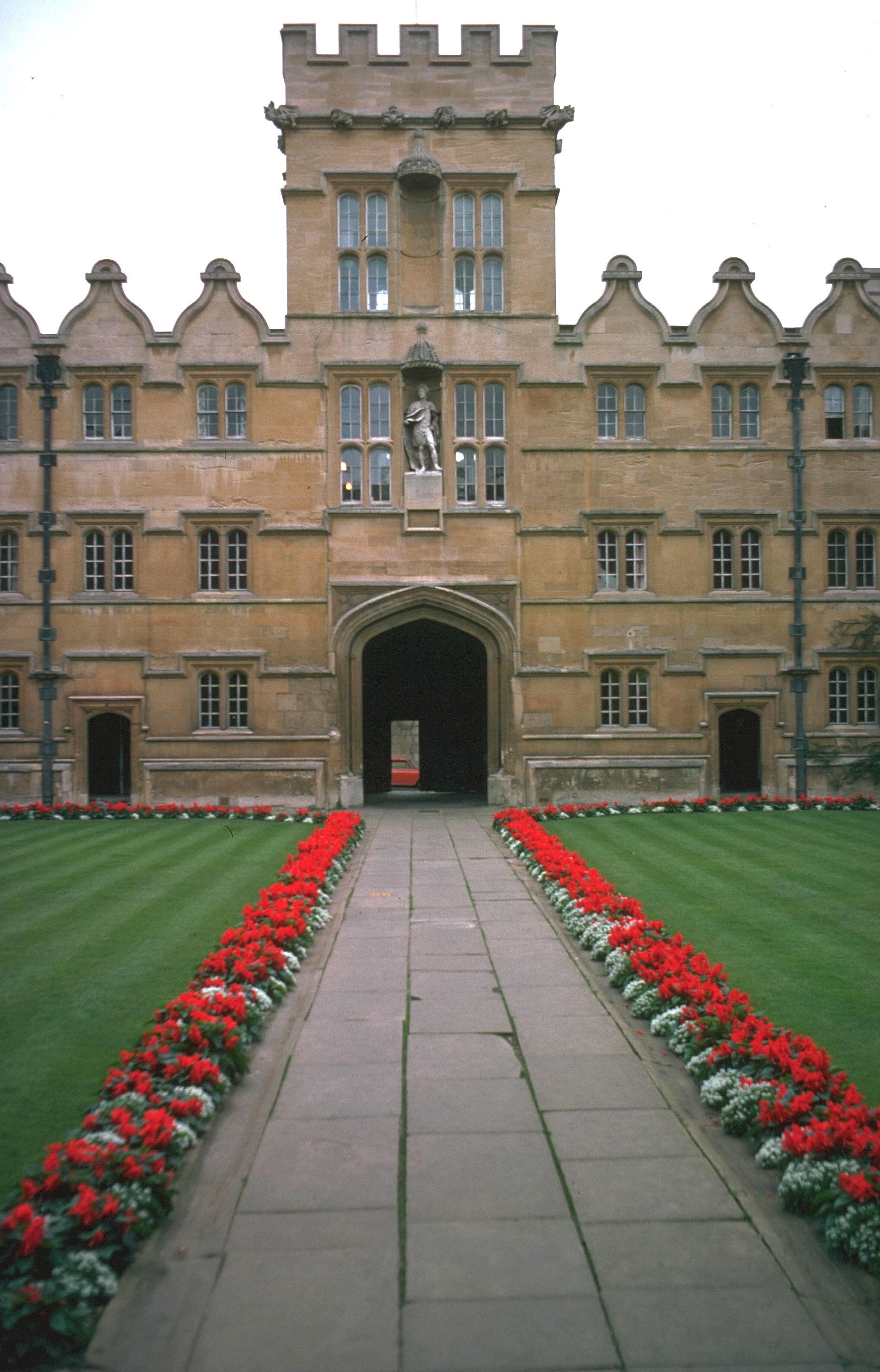
حیاط دانشگاه کالج آکسفورد.
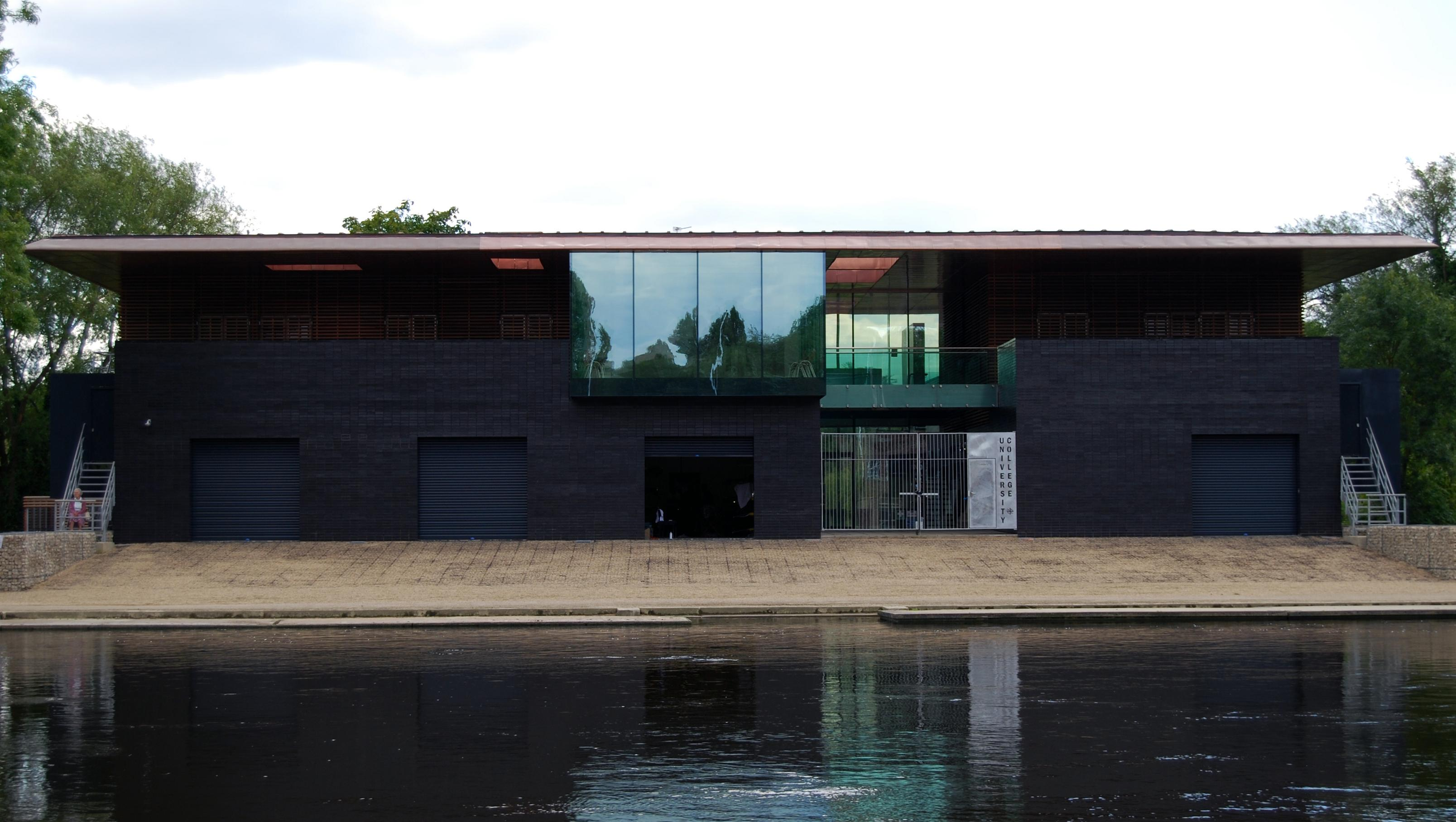
قایق‌خانه جدید برای باشگاه قایق‌های کالج دانشگاهی آکسفورد.
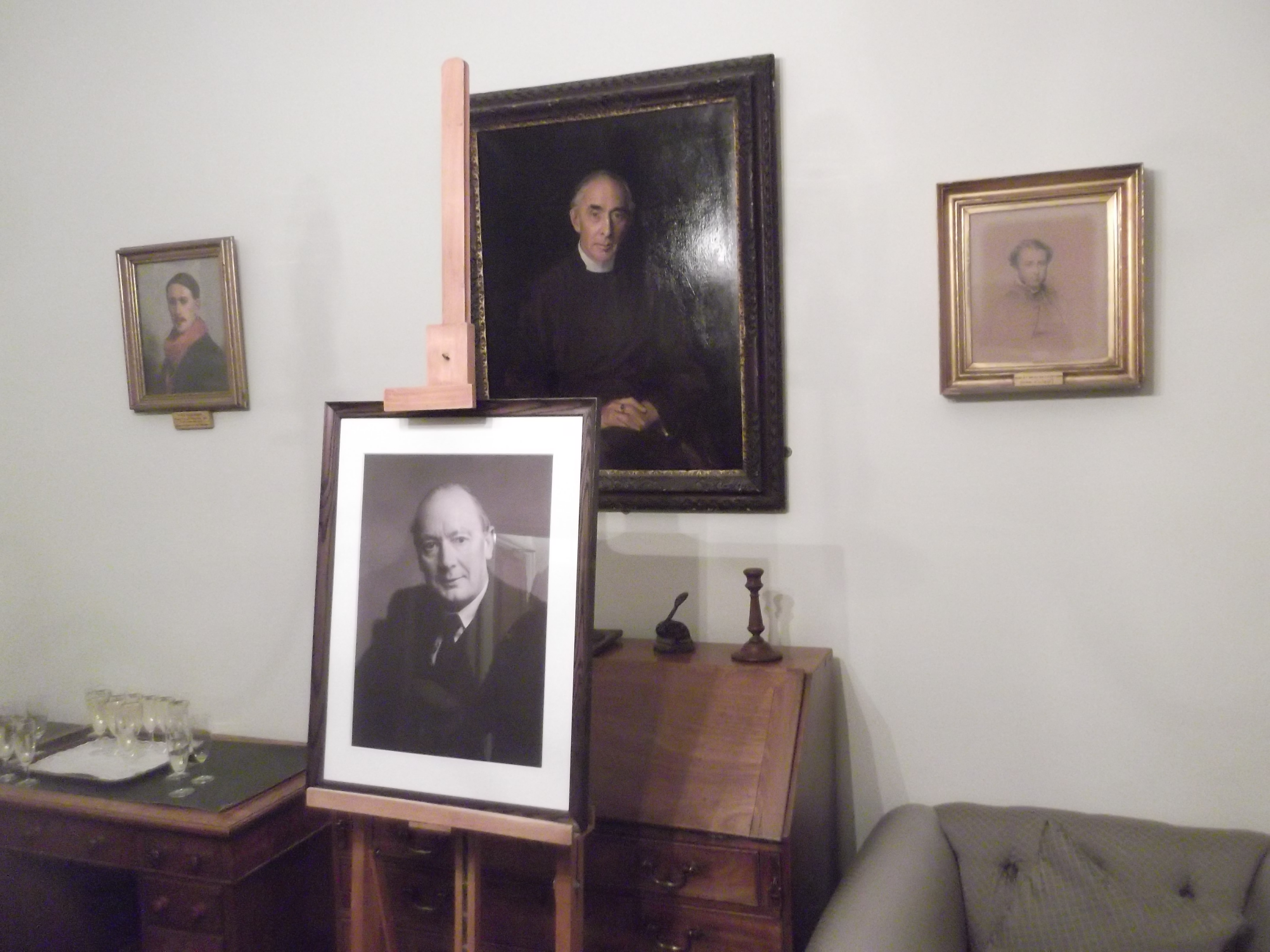
اتاق دکتر بوون ، کالج دانشگاه، آکسفورد.
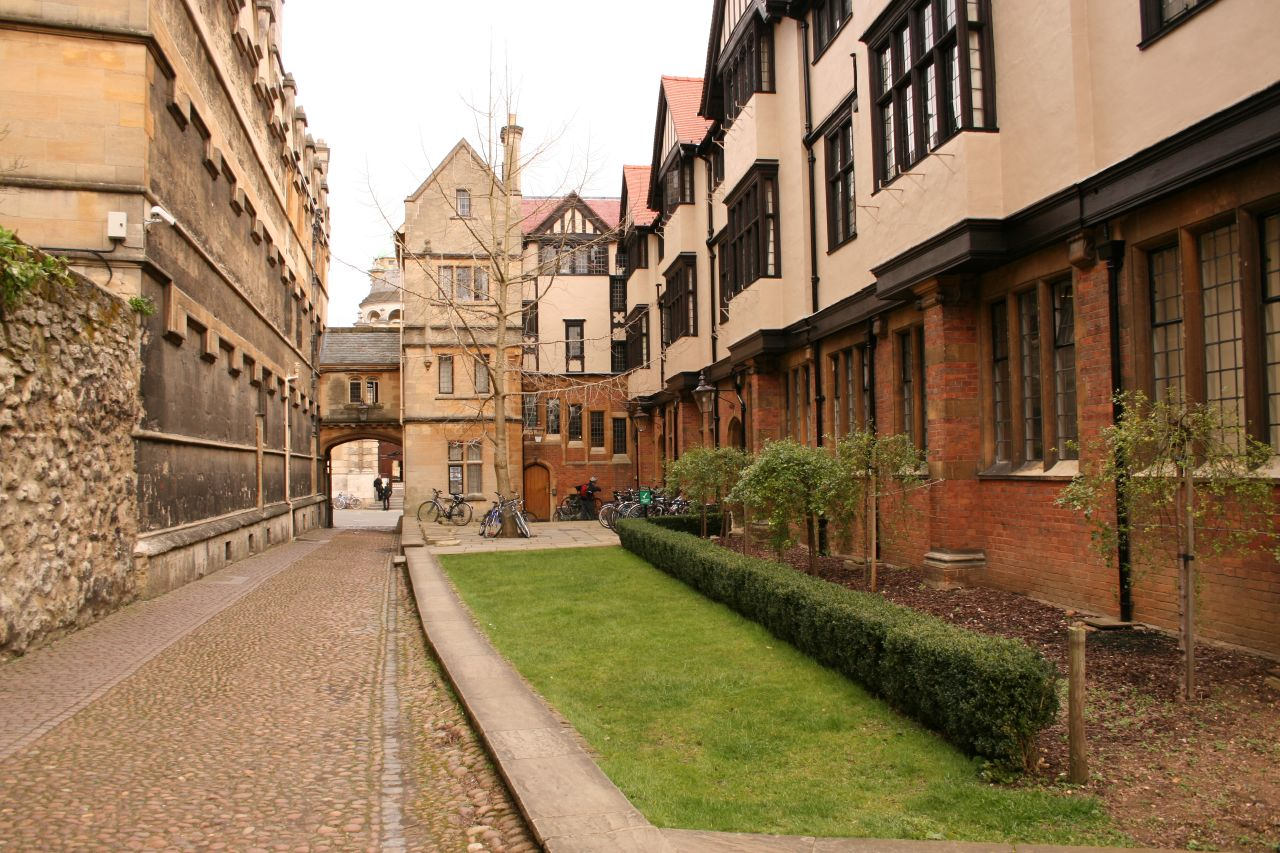
نمایی از Logic Lane به سمت High Street از داخل کالج دانشگاهی، آکسفورد.

## مراجع
1. ↑  Darwall-Smith, Robin (2008). A History of University College, Oxford. Oxford University Press. ISBN 978-0-19-928429-0.
2. ↑  Daunton, Martin, "From the Master" (PDF), Newsletter: Academic Year 2009/10, Trinity Hall, Cambridge, p. 7, archived from the original (PDF) on 27 September 2011, retrieved 1 August 2011
3. ↑  "Student statistics". University of Oxford.
4. ↑  "Student statistics". University of Oxford.
5. ↑  "THE MASTER AND FELLOWS OF THE COLLEGE OF THE GREAT HALL OF THE UNIVERSITY COMMONLY CALLED UNIVERSITY COLLEGE IN THE UNIVERSITY OF OXFORD". Charity Commission For England and Wales. Retrieved 16 April 2024.
6. ↑  "University College Oxford". University College Oxford.
7. ↑  "University College | University of Oxford". www.ox.ac.uk. Retrieved 2022-11-01.
8. ↑  "History - University College Oxford (Univ)". University College Oxford (به انگلیسی). Retrieved 2022-11-01.

## لینک های خارجی
الگو:University College, Oxford